# Feste Fahrbahn
Eine Feste Fahrbahn (vormals auch schotterloses Gleis oder schotterloser Oberbau) ist ein bei Eisen-, Straßen- und U-Bahnen verwendeter Schienenoberbau, bei dem der Schotter und die Bahnschwellen durch einen festen Oberbau-Fahrbahnstrang aus Beton oder Asphalt ersetzt werden.

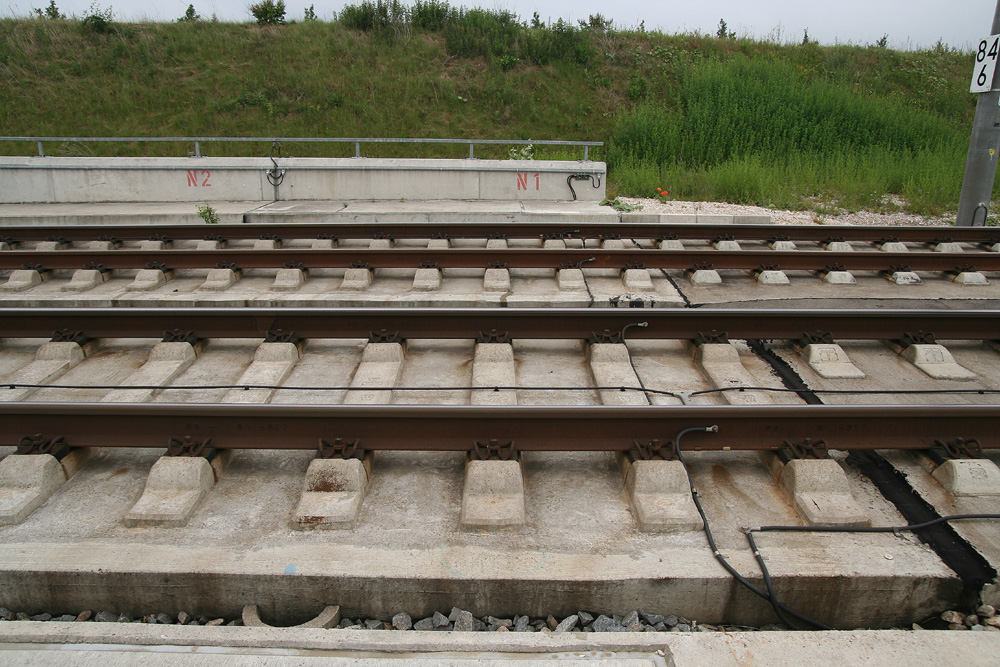
Zwei Varianten der Festen Fahrbahn auf der Schnellfahrstrecke Nürnberg–Ingolstadt. Links Bauart Rheda klassisch, rechts Bauart Rheda 2000

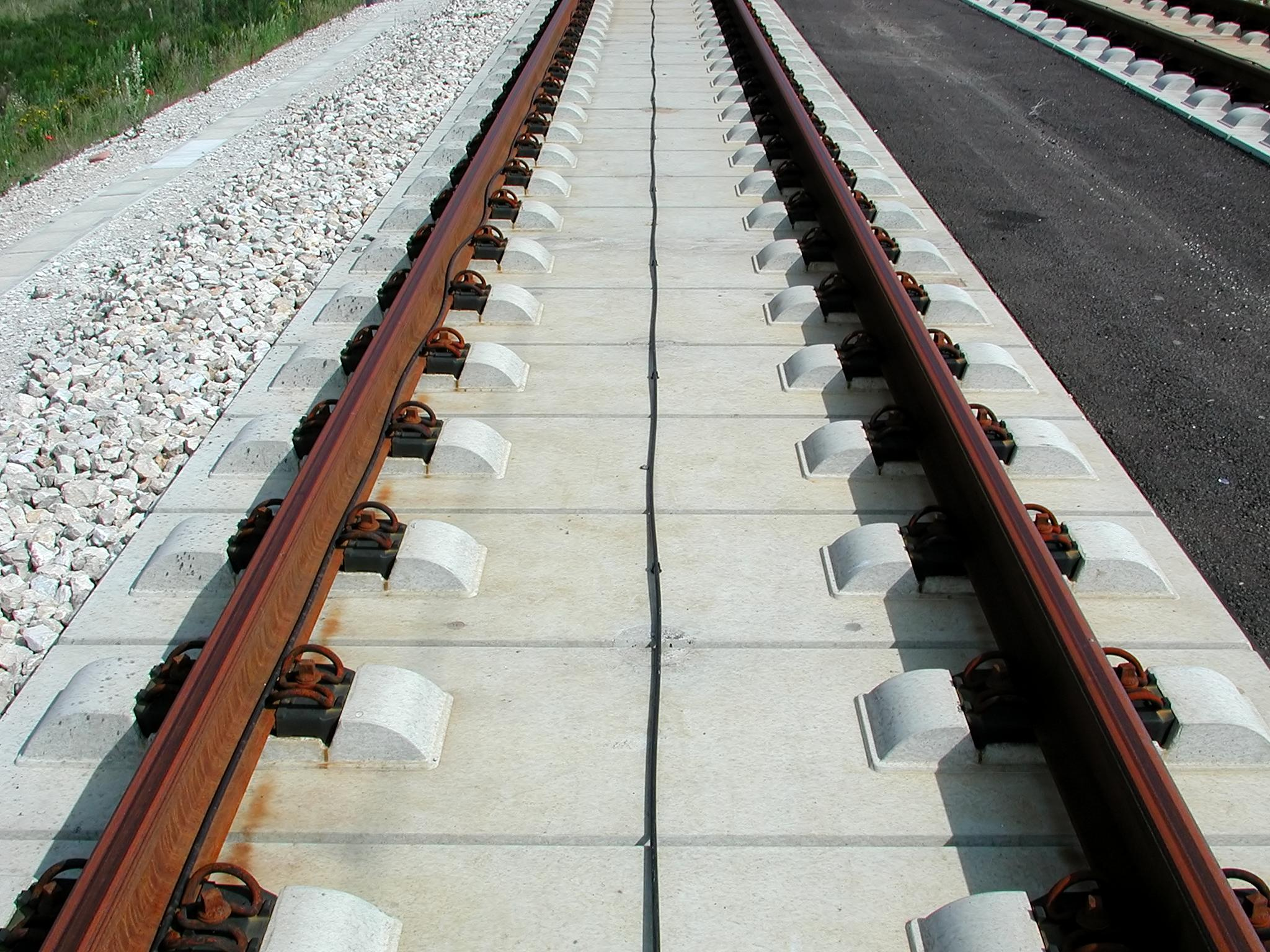
Feste Fahrbahn auf der Schnellfahrstrecke Nürnberg–Ingolstadt; System Bögl

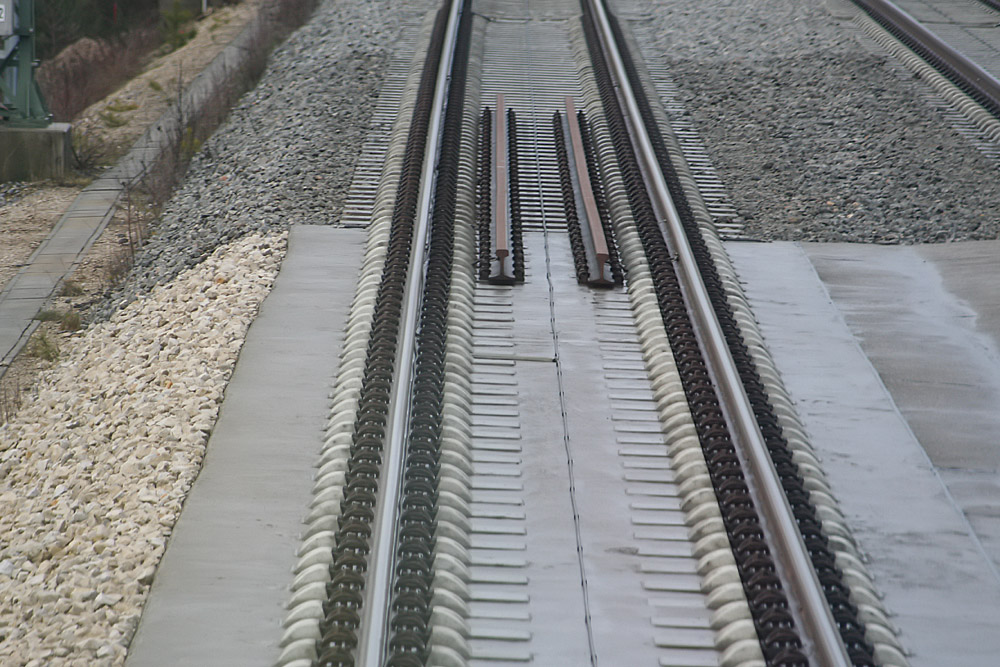
Übergang zwischen Fester Fahrbahn und dem herkömmlichen Schotteroberbau auf der Schnellfahrstrecke Nürnberg–Ingolstadt

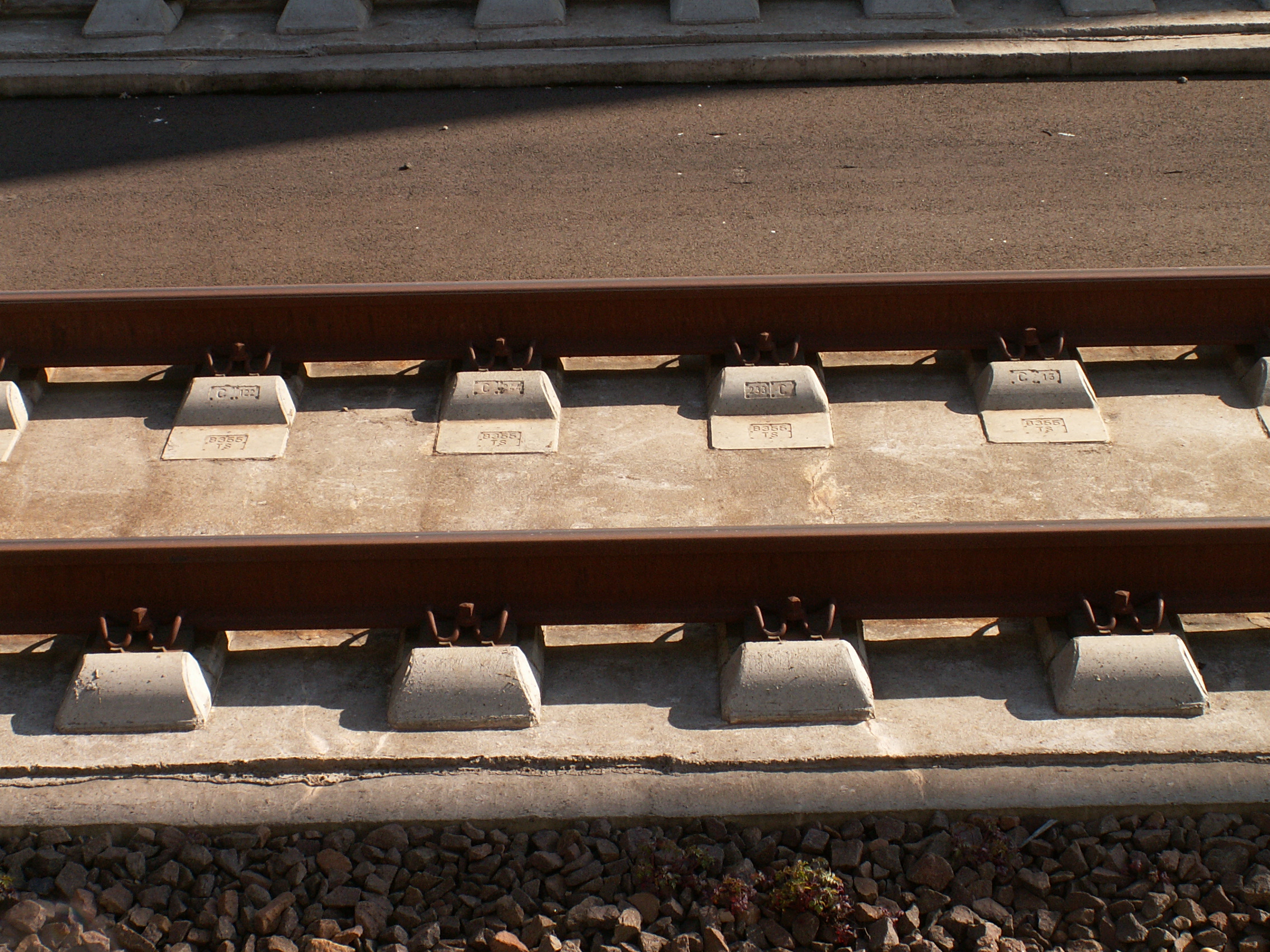
Feste Fahrbahn Bauart Rheda-Berlin HGV am Flughafen-Bahnhof Halle/Leipzig, Neubaustrecke Erfurt–Leipzig/Halle

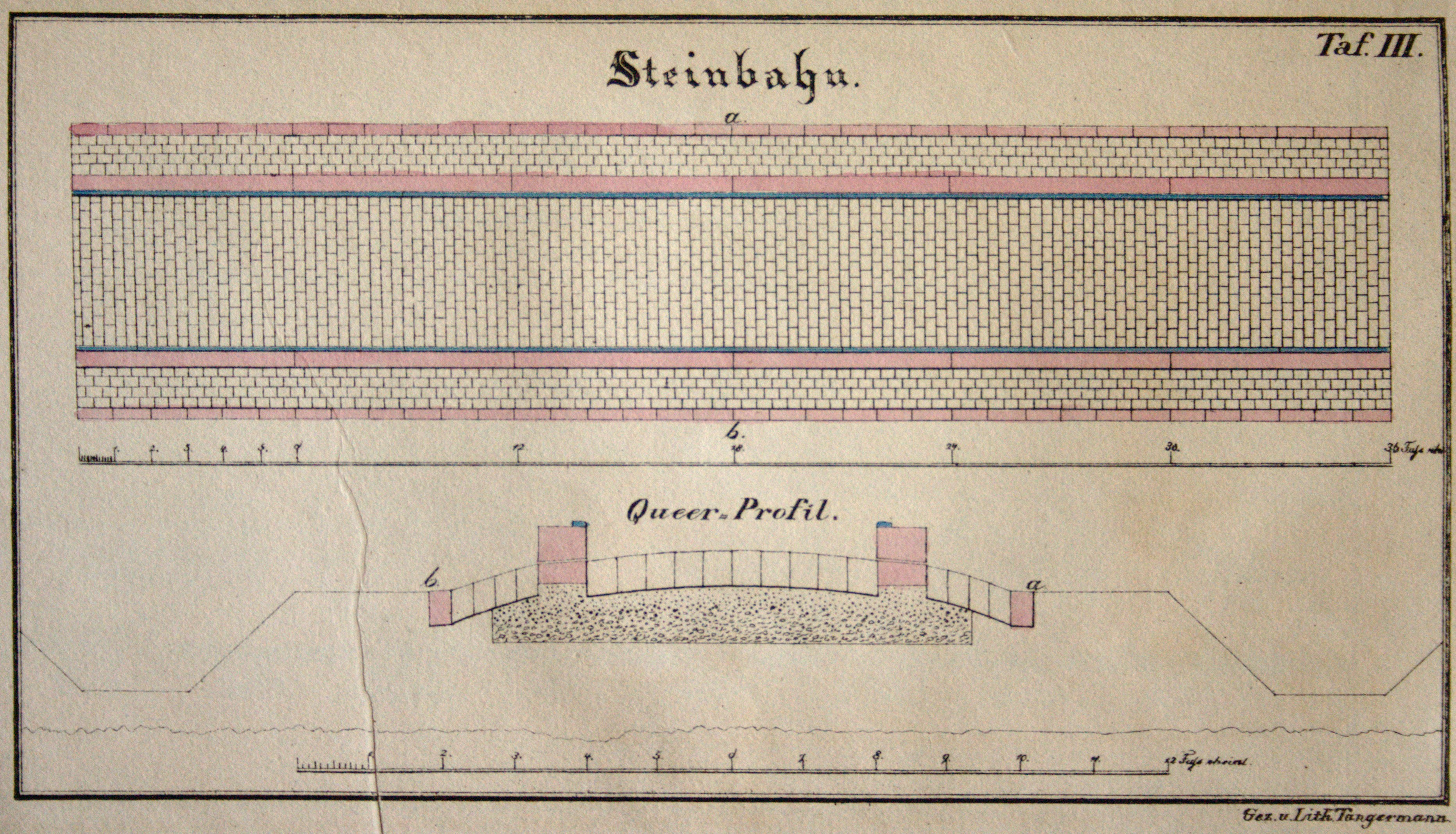
Plan für eine „Steinbahn“ – eine feste Fahrbahn von 1833

## Merkmale
Bei höheren Zuggeschwindigkeiten steigt die Belastung des Fahrweges stark an. Der klassische Schotteroberbau, der elastisch auf die Zugüberfahrten reagieren soll, kann diesen Kräften nicht ausreichend standhalten, und es kommt durch dauerhafte Verschiebungen des Oberbaus zu sogenannten Gleislagefehlern. Diese führen zu einer Einschränkung des Fahrkomforts und des Betriebs, beispielsweise durch die Einrichtung von Langsamfahrstellen. Bei sehr hohen Fahrgeschwindigkeiten werden die Schottersteine des Oberbaus von Fahrzeugen angesaugt und beschädigen diese (Schotterflug).
Der Erhaltungsaufwand verdoppelt sich bei einer mit 250 bis 300 km/h befahrenen gegenüber einer mit 160 bis 200 km/h befahrenen Strecke. Ein Austausch des Schotters wird bereits nach etwa 300 Mio. Lasttonnen (Summe der Achslasten, Lt.) statt bei über eine Milliarde Lasttonnen erforderlich. Mit hochelastischen Schienenbefestigungen kann dieser Zeitraum erhöht werden. In Tunneln, wo die Instandhaltung des Oberbaus als besonders aufwendig und gefährlich gilt, wirkt der Vorteil reduzierter bzw. entfallender Unterhaltsarbeiten umso stärker.
Die Kosten für den Oberbau in Fester Fahrbahn hängen von zahlreichen Faktoren (Bauart, Schienenprofil, Trassierung etc.) ab. Grobe Richtwerte bei vielen Systemen reichen bis zum etwa eineinhalbfachen des konventionellen Schotteroberbaus bzw. bis knapp 1000 bis 1500 Euro pro Meter zweigleisiger, gerader Fahrbahn bei längeren Strecken. Grundsätzlich steigen mit zunehmender Streckenlänge die Möglichkeiten des maschinellen Gleisbaus, was zu niedrigeren Kosten pro Meter Fahrbahn führt. Auf der Schnellfahrstrecke Köln–Rhein/Main lagen die Kosten pro laufendem Kilometer Feste Fahrbahn bei rund 770.000 Euro.
1995 gab die Deutsche Bahn die Erstellungskosten pro Kilometer Schotterfahrbahn mit durchschnittlich 850.000 DM an, bei der Festen Fahrbahn 970.000 DM je Kilometer. Das Schotterbett muss nach 40 Jahren, die Feste Fahrbahn nach 60 Jahren erneuert werden. Die jährlichen Unterhaltungsarbeiten des Schotterbetts wurden dabei mit 15.000 DM je Kilometer, die der Festen Fahrbahn mit 1.000 DM je Kilometer angegeben. 2015 wurden die Mehrkosten der Festen Fahrbahn gegenüber einem Schotteroberbau mit 40 Prozent beziffert.
Schotter findet bei Feste-Fahrbahn-Systemen vereinzelt Anwendung: zum Schutz von Asphalttragschichten vor ultravioletter Strahlung sowie als Sicherungselement im Schwellenfach bei Schienenbrüchen.

### Vorteile
Bei Geschwindigkeiten über 200 km/h sind neben der besseren Gleislagestabilität insbesondere die Instandhaltungskosten bei der Festen Fahrbahn deutlich geringer, sie ist verformungs- und witterungsbeständiger; Gleislageprobleme (und damit Einschränkungen im Betrieb, wie Langsamfahrstellen) treten kaum auf. Ein Nachstopfen oder eine Reinigung von Schotter ist nicht nötig; auch das im Hochgeschwindigkeitsbereich zu beobachtende schwingungsbedingte Zerbröseln des Schotters tritt nicht auf. Man erwartet, dass die Feste Fahrbahn eine Lebensdauer von mindestens 60 Jahren haben wird. Dadurch steigen Verfügbarkeit, Zuverlässigkeit und Wirtschaftlichkeit der Strecke. Ein konventioneller Schotteroberbau müsse dagegen etwa alle vier Jahre durchgearbeitet werden, um die Gleislage aufrechtzuerhalten. Die Instandhaltung beschränkt sich im Wesentlichen auf den Austausch von Verschleißteilen, beispielsweise den Fahrschienen.
Durch die gegenüber der herkömmlichen Bauweise erhöhte Tragfähigkeit zur Aufnahme von Querkräften ermöglicht die Feste Fahrbahn in der Trassierung eine größere Überhöhung (im Netz der Deutschen Bahn bis 170 mm statt 160 mm auf Schotteroberbau). Die Trassierung, beispielsweise die Gestaltung der Gleishalbmesser, wird damit flexibler. Durch die größere Lagestabilität in Verbindung mit geringeren dynamischen Kräften könnte laut einer Dissertation auch der Überhöhungsfehlbetrag bei geeigneten Randbedingungen auf 180 bis 200 mm angehoben werden. Daraus folgen geringere Gleisradien und verringerter Flächenbedarf.
Auch das erforderliche Planum für die Gleise kann flacher ausfallen. Im Tunnel kann der Querschnitt, aufgrund der geringen Konstruktionshöhe der Festen Fahrbahn, geringer ausfallen. Bei vorgegebenem Querschnitt kann das Lichtraumprofil vergrößert und der aerodynamische Widerstand reduziert werden. In manchen Ländern ist die Verwendung von Fester Fahrbahn in Tunneln heute vorgeschrieben.
Nach Angaben der Deutschen Bahn weist die Feste Fahrbahn, laut zahlreichen Messungen des Unternehmens, bessere Federeigenschaften als klassischer Schotteroberbau auf. Eine Elastomer-Schicht sorge für eine geringere Steifigkeit der Festen Fahrbahn als die von Schotteroberbau.
Da die Anfälligkeit der Festen Fahrbahn für hitzebedingte Gleisverwerfungen geringer ist, ist sie auch für den Einsatz der Wirbelstrombremse, die beim Bremsen Wärme in der Schiene erzeugt (und damit u. U. Veränderungen in der Gleislage bewirkt), besser geeignet. In Deutschland kommt die Wirbelstrombremse daher nur auf den in Fester Fahrbahn ausgeführten Schnellfahrstrecken Ebensfeld-Erfurt-Halle/Leipzig, Köln–Rhein/Main, Nürnberg–Ingolstadt und Wendlingen–Ulm zum Einsatz. Für Not- bzw. Schnellbremsungen wurden hingegen weite Teile des vom ICE 3 befahrenen Streckennetzes ertüchtigt.
Gegenüber dem Schotterbett sinkt bei der Festen Fahrbahn der Aufwand zur Vegetationskontrolle. Bei Havarien sind manche Feste-Fahrbahn-Systeme von Straßenfahrzeugen befahrbar. Durch die höhere Verfügbarkeit kann auch die Zahl von Überleitstellen reduziert werden.
Anhand von Laborversuchen wurde Ende der 1980er Jahre eine Lebensdauer von mindestens 60 Jahren für die Feste Fahrbahn erwartet. Diese sei um etwa 50 Prozent höher als bei Schotteroberbau. Die Deutsche Bahn hält nach eigenen Angaben inzwischen 80 Jahre für möglich.
Als weitere Vorteile werden größere Unempfindlichkeit der Fahrbahnkonstruktion gegenüber Einflüssen aus dem Untergrund sowie eine bessere Lastverteilung (und damit geringere Beanspruchung des Untergrunds) genannt. Darüber hinaus kann die Feste Fahrbahn auch ohne gleisgebundene Baumaschinen errichtet werden. Im Zusammenhang mit der Neubaustrecke Wendlingen–Ulm, deren rund 26 km langer Abschnitt auf der Hochfläche der Schwäbischen Alb beidseitig von Tunneln in schwierigem Baugrund begrenzt ist, wird dies als weiterer Vorteil angegeben, da damit die Inbetriebnahme früher als mit einem Schotteroberbau erfolgen könne.

### Nachteile

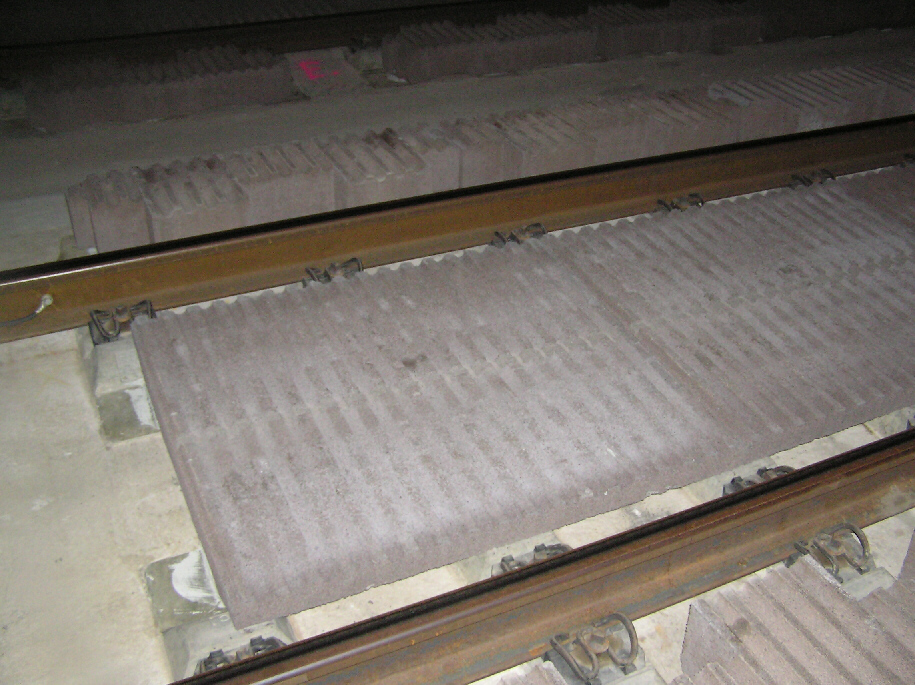
Schallabsorber auf Fester Fahrbahn im Euerwangtunnel zur Vermeidung des Tunnelknalls

Wesentliche Nachteile sind die aufwendigere Montage, die deutlich höheren Investitionen im Vergleich zum klassischen Oberbau und bei einigen Bauformen die bei Ersteinbau fehlende allgemeine Zulassung durch das Eisenbahn-Bundesamt.
Da eine Anpassung der Gleislage nach Einrichtung der Festen Fahrbahn nur noch im Rahmen der Korrekturmöglichkeiten des Schienenbefestigungssystems (wenige Zentimeter nach oben bzw. unten) möglich ist, bestehen besonders hohe Anforderungen an die dauernde Stabilität des Untergrundes. Selbst kleine Anpassungen im Rahmen von Infrastrukturoptimierungen, beispielsweise eine Vergrößerung von Überhöhungen zur Geschwindigkeitserhöhung, sind nachträglich kaum möglich.
Die Schallemissionen von darüberfahrenden Zügen sind größer. Eine Nachrüstung von Schalldämmplatten, auch zur Vermeidung des Tunnelknalls, ist allerdings möglich.

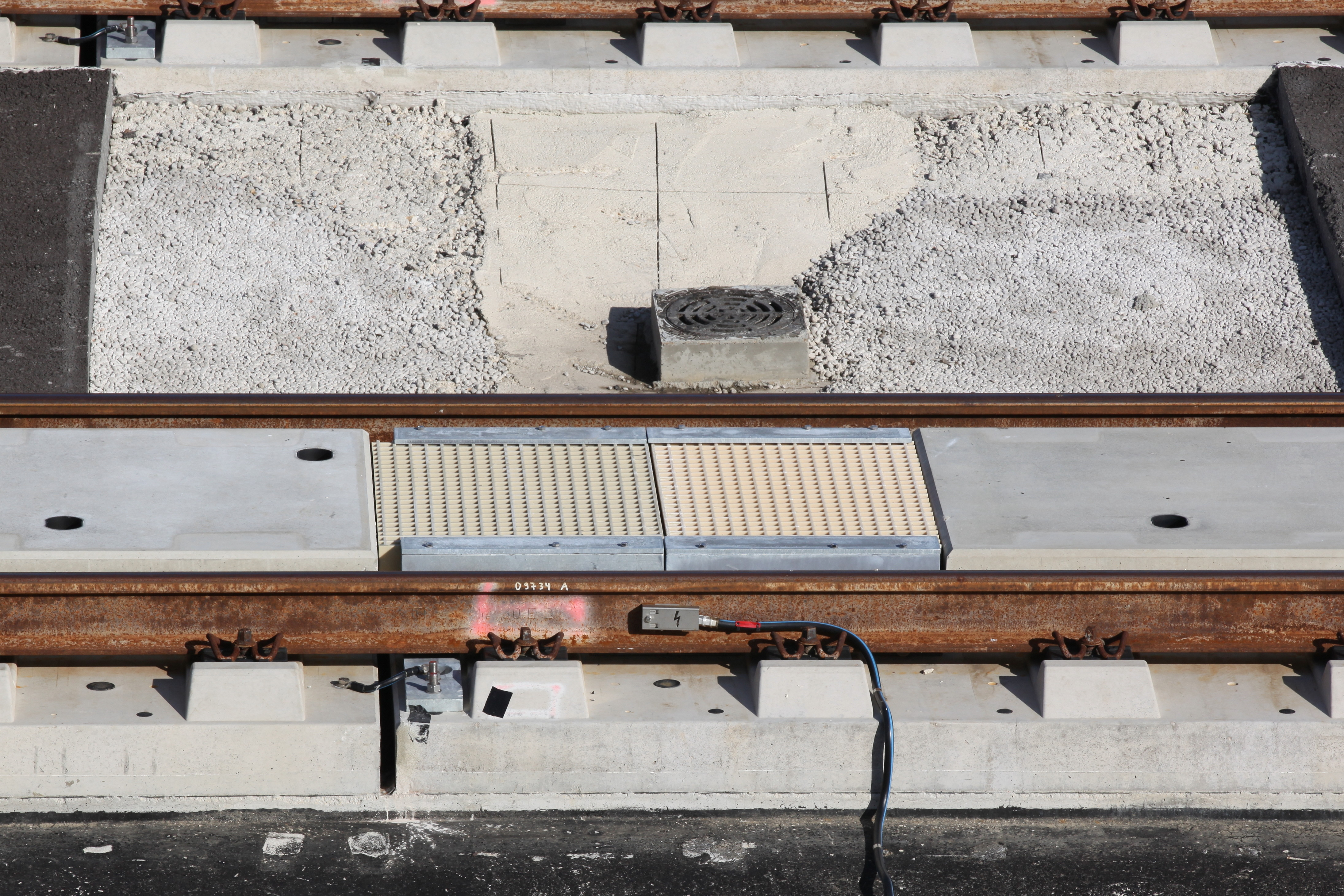
GFK-Abdeckung auf einer Eurobalise der Schnellfahrstrecke zwischen Bamberg und Erfurt

Die Lage der Schienenbefestigung muss bereits beim Gießen der Betonbettung präzise eingemessen sein. Auch die Befestigung von Eurobalisen (insbesondere für ETCS) ist aufwendiger, insbesondere wenn die Fahrbahn über einen Befahrbarkeitsbelag verfügt. Sind, wie bei den in Deutschland üblichen Balisenteppichen viele Balisen zu verlegen oder (aufgrund von Regelwerksänderungen) umzubauen, bedeutet dies einen erheblichen Aufwand.
Als problematisch gilt auch die Wiederherstellung der Fahrbahn im Havariefall, beispielsweise nach Entgleisungen oder nach einem Fahrzeugbrand. Während konventioneller Schotteroberbau in einigen Stunden bis wenigen Tagen durchgearbeitet bzw. neu aufgebaut werden kann, bewegt sich der Zeitaufwand zur Wiederherstellung eines einige hundert Meter langen Feste-Fahrbahn-Oberbaus zumeist im Bereich einiger Wochen. Bei größeren Schäden, wie beim Eisenbahnunfall im Gotthard-Basistunnel, kann der Wiederaufbau einer Festen Fahrbahn auch einige Monate dauern. Eine Ausnahme bilden Feste-Fahrbahn-Systeme in Plattenbauweise, bei denen zumindest einzelne Platten binnen einiger Stunden, beispielsweise während nächtlicher Sperrpausen, gewechselt werden können.
Laut einer Untersuchung der Technischen Universität Berlin sei die Feste Fahrbahn gegenüber dem Schotteroberbau auch in ökologischer Hinsicht von Nachteil: Während für Schotteroberbau ein CO2-Äquivalent von 116 Tonnen je Kilometer Strecke ermittelt wurde, ergab sich für eine Feste Fahrbahn der Bauart Rheda 2000 ein Wert von 465 Tonnen je Kilometer. Auch über eine Lebensdauer von 60 Jahren sei dieser Mehrausstoß nicht kompensierbar, da die Feste Fahrbahn häufig vor Nutzungsende zurückgebaut werde und der Schotteroberbau nur selten grundständig erneuert werde.
Als Nachteil gelten auch unkontrollierte Rissbildungen in der Konstruktion der Betontragschicht.

## Bauformen

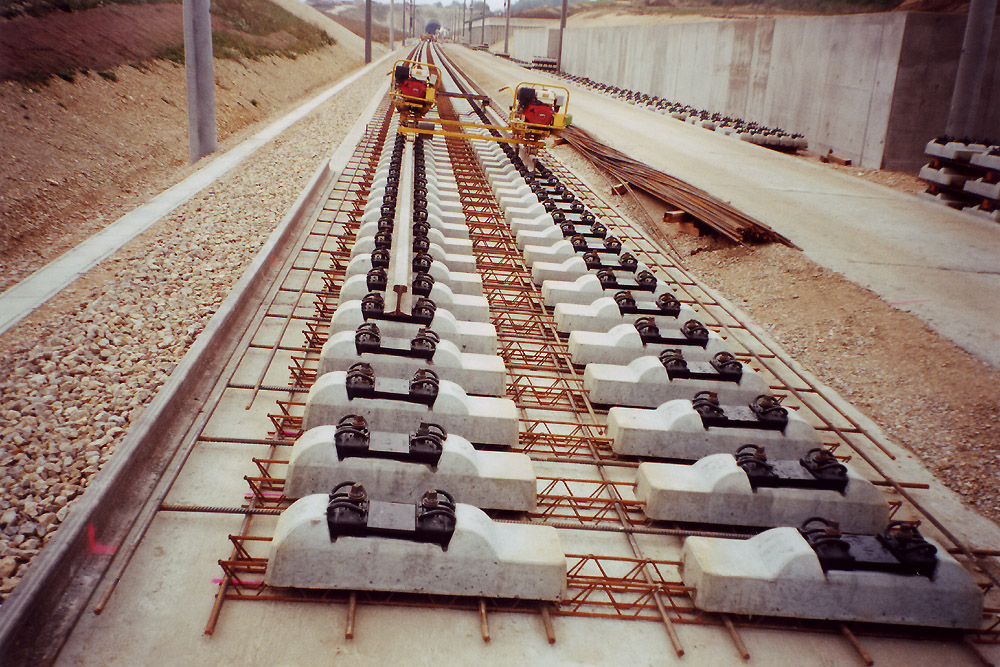
Schwellen des Feste-Fahrbahn-Systems Rheda 2000 vor dem Einbetonieren auf der Stahlbetonplatte

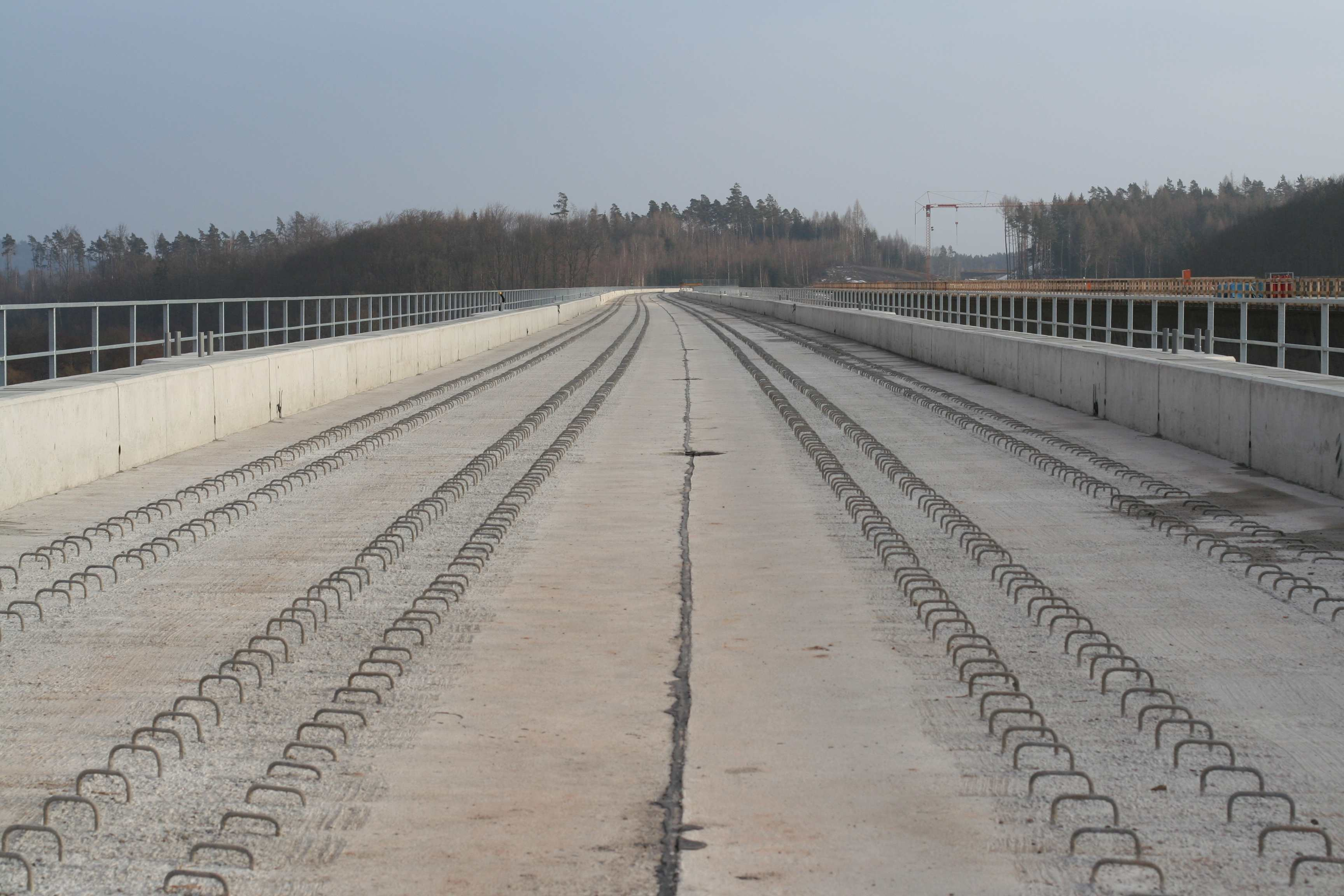
Itztalbrücke, noch ohne Feste Fahrbahn

Ursprüngliche Einsatzorte der Festen Fahrbahn sind Tunnelstrecken, da sie dort insbesondere die Vorteile der besseren Gleislagestabilität und des geringeren Platzbedarfs ausspielen kann.
Die nötige Elastizität wird dabei in der Regel durch elastische Materialien erreicht, die zwischen dem Oberbau und Unterbau montiert werden.

### Einteilung
Mittlerweile wurden vielfältige Varianten der Festen Fahrbahn entwickelt, grundsätzlich lassen sich dabei folgende Bauweisen unterscheiden:
- Feste Fahrbahn mit Querschwellen:
  - Bei der eingelagerten Bauweise werden die zuvor ausgerichteten Querschwellen mit Ortbeton eingegossen. Beispiele hierfür sind die Systeme Rheda, Züblin, Heitkamp, SBV, SBB-Bözberg/Stedef oder LVT.[16]
  - Bei der aufgelagerten Bauweise wird die vertikale Solllage durch die vor Ort hergestellte feste Tragschicht aus Beton oder Asphalt hergestellt und die vorgebohrten Querschwellen mit Anker auf der Tragschicht befestigt. Anschließend wird zum Schutz der Tragschicht und zur Stabilisierung der Gleislage Schotter vor die Schwellenköpfe und in die Schwellenfächer gefüllt. Beispiele hierfür sind die Systeme SATO, ATD, BTD, Walter und GETRAC.[16]
- Feste Fahrbahn mit Einzelstützpunkten: Hierbei entfallen die Einzelschwellen und die Schienen werden direkt mit der festen Tragschicht aus Beton verbunden. Die feste Tragschicht wird entweder in einem Guss vor Ort hergestellt oder es werden vorgefertigte Rahmen oder Platten eingesetzt. Beispiele hierfür sind die Systeme Hochtief/Schreck-Mieves/Longo, FFC, BES, BTE, Bögl und ÖBB-PORR.[16]
- Feste Fahrbahn mit kontinuierlicher Lagerung: Hierbei werden die Schienen in einen Längstrog in der festen Tragschicht eingegossen oder eingeklemmt. Somit werden keine weiteren Schienenbefestigungsmittel benötigt. In Deutschland werden Systeme dieser Bauweise nur im Straßenbahnbereich eingesetzt.[16]

### System Rheda
Die nach dem Bahnhof Rheda-Wiedenbrück bezeichnete Bauform besteht aus einer 20 Zentimeter dicken hydraulisch gebundenen Tragschicht, auf der eine 14 Zentimeter dicke Stahlbetonplatte (Tragplatte) angeordnet ist. Darauf werden die Betonschwellen ausgerichtet und abschließend mit Füllbeton fixiert, der durch Bewehrung mit der unteren Tragplatte verbunden ist. Das System Rheda wurde von mehreren Herstellern unabhängig weiterentwickelt. Größere Verbreitung erfuhr die Variante Rheda 2000, bei der keine Vollblockschwellen mehr verwendet werden, sondern jeweils zwei Halbschwellen. Von Vorteil ist die kleinere Verbundfläche zwischen Füllbeton und Schwelle (der Übergang zwischen Schwelle und Füllbeton stellt eine rissgefährdete Störstelle dar, die die Lebensdauer einer Festen Fahrbahn mit eingebetteten Schwellen maßgeblich beeinflussen kann).
Dieses System ist heute Bestandteil des Lieferprogrammes der Firma RailOne und wird in mehreren Ländern eingesetzt.

### System Züblin
Von der Firma Züblin wurde ein weiteres Feste-Fahrbahn-System entwickelt. Bei dieser Bauart werden Schwellen in den frischen Beton einer durchgehend bewehrten Betonplatte eingerüttelt. Die Erprobung des Systems erfolgte auf dem Nordring in München sowie im Bahnhof Oberesslingen, ebenso im Versuchsabschnitt Karlsfeld. Erstmals in Tunneln kam das System im Jahr 1990 auf der Österreichischen Westbahn im 247 m langen Dürrenbergtunnel bei Rekawinkel, sowie auf der 1991 eröffneten Schnellfahrstrecke Mannheim–Stuttgart zum Einsatz. Weitere Anwendungen fand die Bauart Züblin auf der Berlin-Hamburger Bahn zwischen Wittenberge und Dergenthin, auf der Schnellfahrstrecke Berlin–Hannover (10 km Länge, bei Nahrstedt) und im Südabschnitt der Neubaustrecke Köln–Rhein/Main.
Die anspruchsvolle Bautechnologie der Bauart Züblin erwies sich trotz mehrfacher Weiterentwicklungen als schwer beherrschbar, was dazu führte, dass die Fahrbahnen vorzeitig schadhaft wurden. Der Abschnitt zwischen Wittenberge und Dergenthin wurde deshalb durch Schotteroberbau ersetzt, und der Abschnitt auf der Schnellfahrstrecke Hannover–Berlin wird voraussichtlich ab 2025 abgebrochen.
Auch auf der Berlin-Hamburger Bahn soll die Feste Fahrbahn durch einen Schotteroberbau ersetzt werden.

### System Bögl

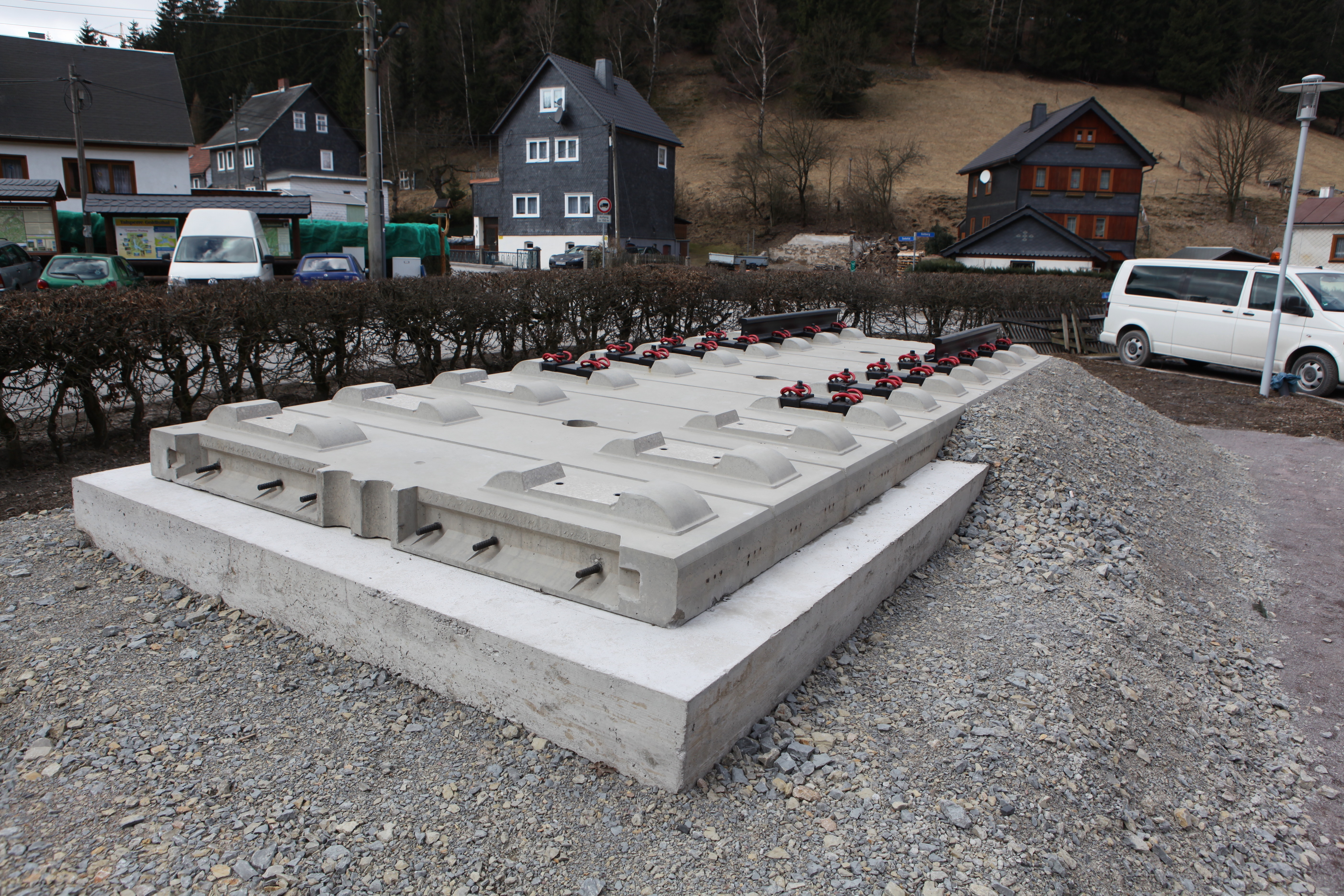
Feste-Fahrbahn-System Bögl

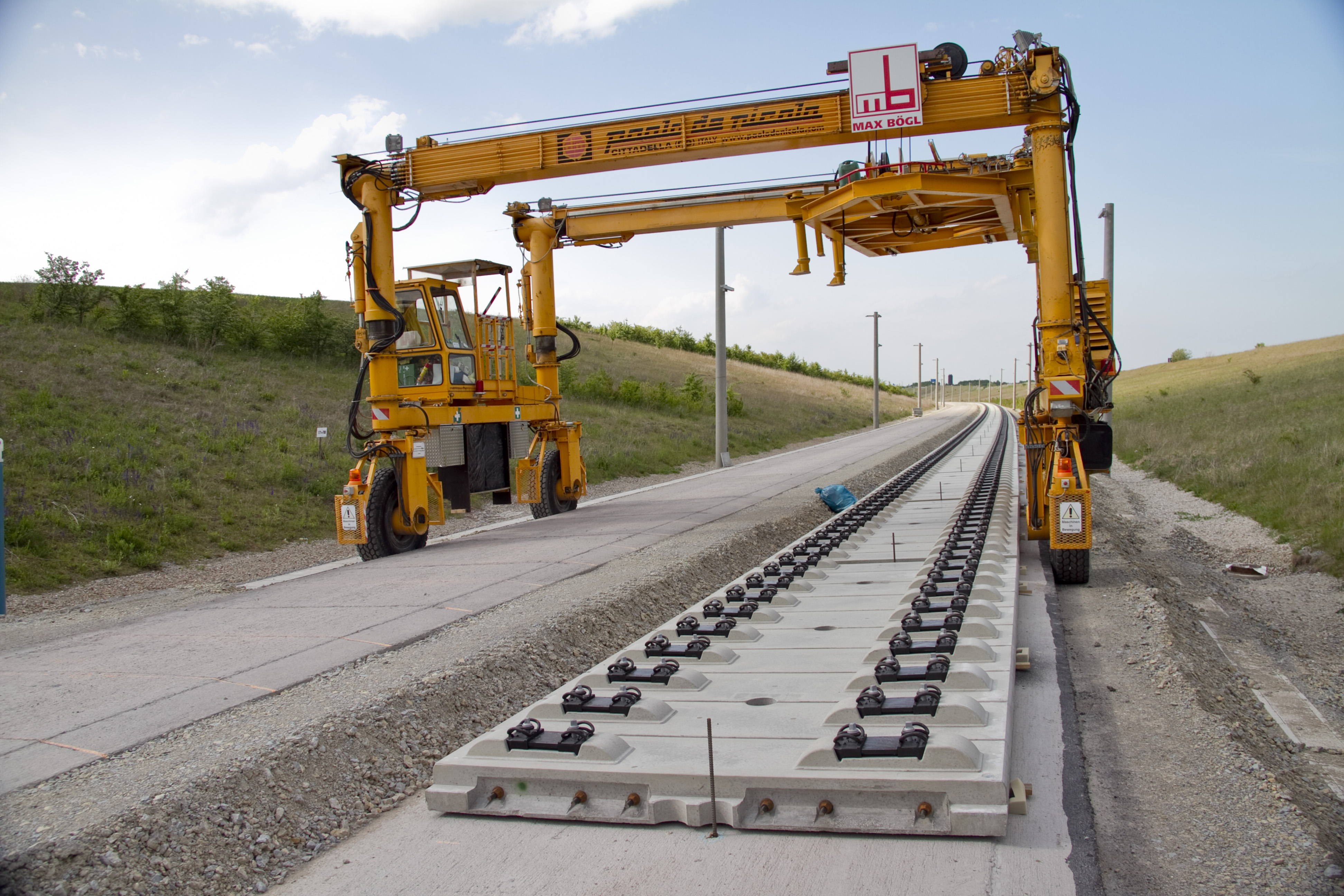
Montage der Fahrbahnplatten mittels Portalkran auf der Neubaustrecke Ebensfeld–Erfurt (Mai 2012)

Bereits in den 1970er Jahren entwickelte die Baufirma Max Bögl eine als Gleistragplattensystem bezeichnete Feste Fahrbahn, die ab 1977 versuchsweise bei Dachau erprobt wurde. Ab 1999 folgte die weitere Erprobung der nun zur Serienreife weiterentwickelten Fahrbahn in Schleswig-Holstein sowie bei Heidelberg. Der Abschnitt bei Heidelberg sollte im Zuge von Umbauarbeiten (Stand April 2017) jedoch wieder mit einem konventionellen Schotteroberbau versehen werden. Allerdings besteht bis heute (2025) im Bahnhof Rot-Malsch ein etwa 400 Meter langer Abschnitt.
Hierbei werden Betonplatten in einer Fabrik inklusive aller Schienenverbindungen komplett vorgefertigt. Die Platten sind ca. neun Tonnen schwer, 6,45 m lang, 2,55 m breit und 20 cm hoch. Sie werden auf der Baustelle nur noch auf die Tragschicht gelegt und untereinander fest verbunden, anschließend wird durch Löcher ein Bitumen-Zementmörtel eingefüllt, der als Kleber zwischen Tragschicht und Platte dient. Damit die projektierte Gleisgeometrie hergestellt werden kann, müssen die an den Stirnseiten verzapften Gleistragplatten jeweils einzeln maßgenau vorgefertigt und anschließend am vorgesehenen Standort eingebaut werden. Das bedingt einen erhöhten logistischen Aufwand sowie sehr exakte Fertigungsprozesse, erlaubt andererseits aber geringere Witterungsabhängigkeit bei der Bauausführung, besser mechanisierbare Baustellenabläufe und kürzere Bauausführungszeiten.
Dieses System wurde beim Bau der chinesischen Schnellfahrstrecke Peking–Shanghai angewendet.

### System ÖBB/PORR
Das Feste-Fahrbahn-System ÖBB/PORR besteht aus einer elastisch gelagerten Gleistragplatte. Es ist eine gemeinsame Entwicklung der Österreichischen Bundesbahnen und der Porr AG. Erstmals im Jahr 1989 auf einer 264 m langen Versuchsstrecke eingebaut, ist sie seit 1995 das Regelsystem in Österreich und wird seit 2001 nach Herstellerangaben ebenfalls in Deutschland auf Brücken und in Tunneln eingebaut.
Weltweit gibt es rund 800 km dieses Feste-Fahrbahn-Systems in mehr als 40 Projekten, wobei die längste Strecke der ÖBB-PORR in Deutschland auf den Neubaustrecken des Verkehrsprojekts Deutsche Einheit Nr. 8 zu finden ist. Daneben sind unter anderem die U-Bahn-Linien in Doha, Katar (175 km) auch mit diesem System ausgestattet worden. Die britische High Speed 2 wird ebenfalls damit ausgerüstet.
Das System wird im englischsprachigen Raum auch als Slab Track Austria bezeichnet.

### System SBB Bözberg/STEDEF
1966 wurde zum ersten Mal ein von den SBB und der Firma Roger Sonneville/STEDEF gemeinsam entwickeltes System im Bözbergtunnel eingesetzt. Es handelt sich dabei um eine Zweiblockschwelle mit Spurstange. Die Schwellenblöcke werden mit Gummischuhen versehen. Das System wurde unter der Bezeichnung «SBB/RS-Bauart Bözberg» oder «Bauart STEDEF» bekannt.
Durch eine Mikrozelluar-Einlage im Gummischuh wird das geforderte elastische Verhalten erreicht. Bei der Herstellung der elastischen Einlage kann auf die besonderen Anforderungen des Auftraggebers im Hinblick auf die Steifigkeit eingegangen werden. Die Funktionsweise der Einlage dient der Nachempfindung einer elastischen Lagerung von Schwellen im Gleisbett. Durch den Gummischuh wird die Trennung der Zweiblockschwelle vom Umgebungsbeton und damit die Möglichkeit der Einsenkung erreicht. Die mit Gummischuhe und Einlagen ausgerüsteten Zweiblockschwellen werden auf dem Ausgleichsbeton der Tunnelsohle ausgerichtet und einbetoniert. Beim System Bözberg lassen sich alle Komponenten einzeln auswechseln.

### System LVT/Sonneville
Die Bauart Low Vibration Track (LVT) kann als Weiterentwicklung der Bauart SBB Bözberg/STEDEF betrachtet werden und funktioniert ebenfalls mit Gummischuh und Einlage. Als wesentlicher Unterschied wird beim System LVT auf die Spurstange, welche die Schwellenblöcke verbindet, verzichtet. Die Wirkungsweise von LVT kann auch wegen der zweistufigen Elastizität der eines Masse-Feder-Systems gleichgesetzt werden und bewirkt somit zusätzlich Vibrationsschutz. Das System wurde Anfang der 1990er Jahre von der Firma Sonneville entwickelt und im Eurotunnel eingebaut, darum teilweise auch als «LVT-Euroblock» bezeichnet. Bei den SBB wird für den Bau von festen Fahrbahnen insbesondere in Tunneln auf dieses System zurückgegriffen. Das System LVT wurde nach Herstellerangaben bereits auf einer Länge von über 1300 km sowohl auf Hochgeschwindigkeits- und Metro-Linien als auch auf Schwerlaststrecken eingebaut.
Bei diesem System werden für die Montage die Schwellenblöcke mit elastischer Einlage und Gummischuh im vorgesehenen Stützpunktabstand ausgelegt und mit der aufgelegten Schiene verbunden. Anschließend wird eine Montagespurstange zum Herstellen der Spurweite installiert. Nach dem Ausrichten wird der Gleisrost wie beim System Bözberg mit unbewehrtem Füllbeton vergossen.
Beim System LVT können die Schwellenblöcke sowohl mit als auch ohne Schienenneigung hergestellt werden. Die vorgegebene Schienenneigung kann durch den entsprechend geneigten Einbau erzielt werden.

### System Alstom
Die Bauart mit der Bezeichnung New Ballastless Track (NBT) der Firma Alstom hat sich aus dem Stadt- und Nahverkehrsbereich heraus entwickelt. Unter den Anforderungen von kurzen Bauzeiten, hoher Mechanisierung der Baustelle, hoher Zuverlässigkeit, niedrigen Kosten bei Bau und späterem Betrieb sowie wenig Beeinträchtigung durch Lärm und Staub beim Bau wurde unter dem Namen «Appitrack» eine technische Fließproduktion für den Gleisbau entwickelt. Daraus wurde mit weiteren Firmen eine für Hochgeschwindigkeits- und Hochlaststrecken der Eisenbahn geeignete Bauart abgeleitet. Diese Bauform wurde erstmals im Jahr 2013 auf der Strecke Gisors-Serqueux in Frankreich praktisch getestet. Im Jahr 2014 wurden im Rahmen einer Teststellung im Eisenbahnversuchsring Schtscherbinka in Russland weitere Belastungstests vorgenommen. Gegen Ende des Jahres 2016 gab das Eisenbahn-Bundesamt seine Zulassung zur Betriebserprobung bekannt. Damit dürfen auch in Deutschland Tests auf öffentlichen Strecken mit diesem System vorgenommen werden.

### System NBU
Die Bauart NBU (Naumburger Bau Union) zeichnet sich durch eine monolithische Bauform des Tragkörpers unter vollständigem Verzicht von Schwellenelementen aus. Der Tragkörper besteht aus einer durchgängigen Betontragplatte mit vier Einkerbungen, die mit Stahlbewehrung eine kontinuierliche Fertigung auf der Baustelle ermöglicht. Neben der kontinuierlichen Fließfertigung erlaubt die Bauform NBU bei räumlich beengten örtlichen Gegebenheiten oder bei Reparaturen auch eine manuelle Fertigung. Für die Schienenbefestigung kommt die elastische Schienenlagerung vom Typ Krupp ECF (Elastic Clip Fastener) zum Einsatz. Es können aber auch andere Schienenbefestigungssysteme verwendet werden. Für die Herstellung dieser Festen Fahrbahn gründeten die beiden Firmen ein gemeinsames Unternehmen Solid Slab Track GmbH.
Seit dem Jahr 2008 wird durch DB Netz auf der Strecke Köln–Aachen ein Testabschnitt betrieben. Im Jahr 2016 erfolgte für diese Bauart eine allgemeine Bauartfreigabe durch das Eisenbahn-Bundesamt für Erdbauwerke und Tunnel bis zu einer Geschwindigkeit von 300 km/h.

### System IVES
Die Bauart IVES (Intelligent, Vielseitig, Effizient und Solide) wurde von Rhomberg Bahntechnik 2010 entwickelt. Dieses schwellenlose System besteht aus einer Grundschicht (vorzugsweise herkömmlicher Straßenasphalt) und Tragelementen aus Beton, in welche die Schienenstützpunkte des Systems DFF 304 direkt vergossen werden. Die nötige Elastizität wird alleine mit einer elastischen Zwischenplatte in den Schienenstützpunkten erreicht.
Bei diesem System werden die Tragelemente individuell gefertigt und quer oder längs auf der Grundschicht verlegt. An der Oberseite verfügen die Tragelemente über Aussparungen, in welche die Schienenstützpunkte eingesetzt werden. Anschließend werden die Schienen darauf eingehoben und der so gebildete Gleisrost in seine exakte Lage und Höhe gebracht. Zuletzt werden die Schienenstützpunkte mit hochfestem Mörtel kraftschlüssig mit den Tragelementen fixiert. IVES ist dank dieses einfachen, flexiblen Aufbaus für alle Schienenverkehrsarten geeignet.
Nach einer Teststrecke wurde IVES 2013 zum ersten Mal im Asfordby Tunnel in Großbritannien verbaut und seither auf sieben (Teil-)Strecken eingebaut. Die längste Strecke dieser Bauart befindet sich im Bruggwaldtunnel in der Schweiz, wo 1731 m davon eingebaut wurden.

### System Systra/Stradal
Eine weitere Entwicklung eines schotterlosen Oberbaues wird von den Firmen Systra und Stradal (CRH) gemeldet. Dort werden vorgefertigte Elemente der Fahrbahn (Brückenelemente) auf vorgefertigte Betonelemente (Pfeiler) direkt auf den Unterbau aufgesetzt. In der Präsentation wird hervorgehoben, dass damit die Nennbreite des Unterbaues je Fahrbahn von 4 m auf 2,5 m sinkt und damit z. B. bei einer Erneuerung keine vorhandenen Bahnsteige abgetragen und neu errichtet werden müssten. Durch die Höhe der Brückenkonstruktion über dem Unterbauplanum von 10 cm besteht eine vergrößerte Möglichkeit des Wasserdurchflusses bei Überschwemmungen sowie eine Verhinderung der Versandung des Schotteroberbaues mit Möglichkeiten der leichteren Reinigung. Für Kleintiere wird eine bessere Unterquerung der Gleise hervorgehoben.

### Weitere Bauarten
Weitere Bauarten der Festen Fahrbahn verwenden Asphalttragschichten. Derartige Bauweisen kommen auf der 1994 eröffneten Nantenbacher Kurve (Bauart ATD, Deutsche Asphalt) und im Raum Berlin (Bauart Getrac) zum Einsatz. Zwei auf der Strecke Halle-Bitterfeld im Jahr 1995 eingebaute Asphalt-Bauarten (Bauart FFYS mit Y-Schwellen sowie Bauart Walter) wurden schwerwiegend schadhaft und wurden in den Jahren 2013 und 2017 durch andere Bauarten ersetzt.
Eine Reihe von weiteren von der Industrie entwickelten Varianten wurden 1996 auf der Bahnstrecke Mannheim–Rastatt bei Waghäusel eingebaut.

## Entwicklung

### Entwicklung in Deutschland
Erste Überlegungen zu einer festen Fahrbahn gab es in den frühen 1940er Jahren, als geplant war, die Breitspurbahn in einer sog. Gleismauer zu bauen. Aufgrund der Kriegsereignisse wurde das gesamte Projekt noch während der Planung eingestellt.
In den 1950er und 1960er Jahren unternahmen sowohl die Deutsche Bundesbahn als auch die Deutsche Reichsbahn Versuche zur Festen Fahrbahn.
Im Ergebnis erstellte die Deutsche Reichsbahn 1964 bei Zerbst einen Versuchsabschnitt mit kreuzweise vorgespannten Spannbetonplatten. Außerhalb dieses Versuchsaufbaus sind keine betrieblichen Nutzungen bekannt.
Bei der Deutschen Bundesbahn (DB) begannen in den 1950er Jahren Versuche mit Gleisbefestigungen auf festen Fahrbahnplatten. So wurden 1959 in die Tunnel Schönstein bzw. Hengstenberg ein schotterloser Oberbau von 130 bzw. 233 m Länge eingebaut. Der Einbau solcher Konstruktionen bot sich in Tunneln besonders an, da dort Setzungen des Untergrundes nicht zu erwarten waren.

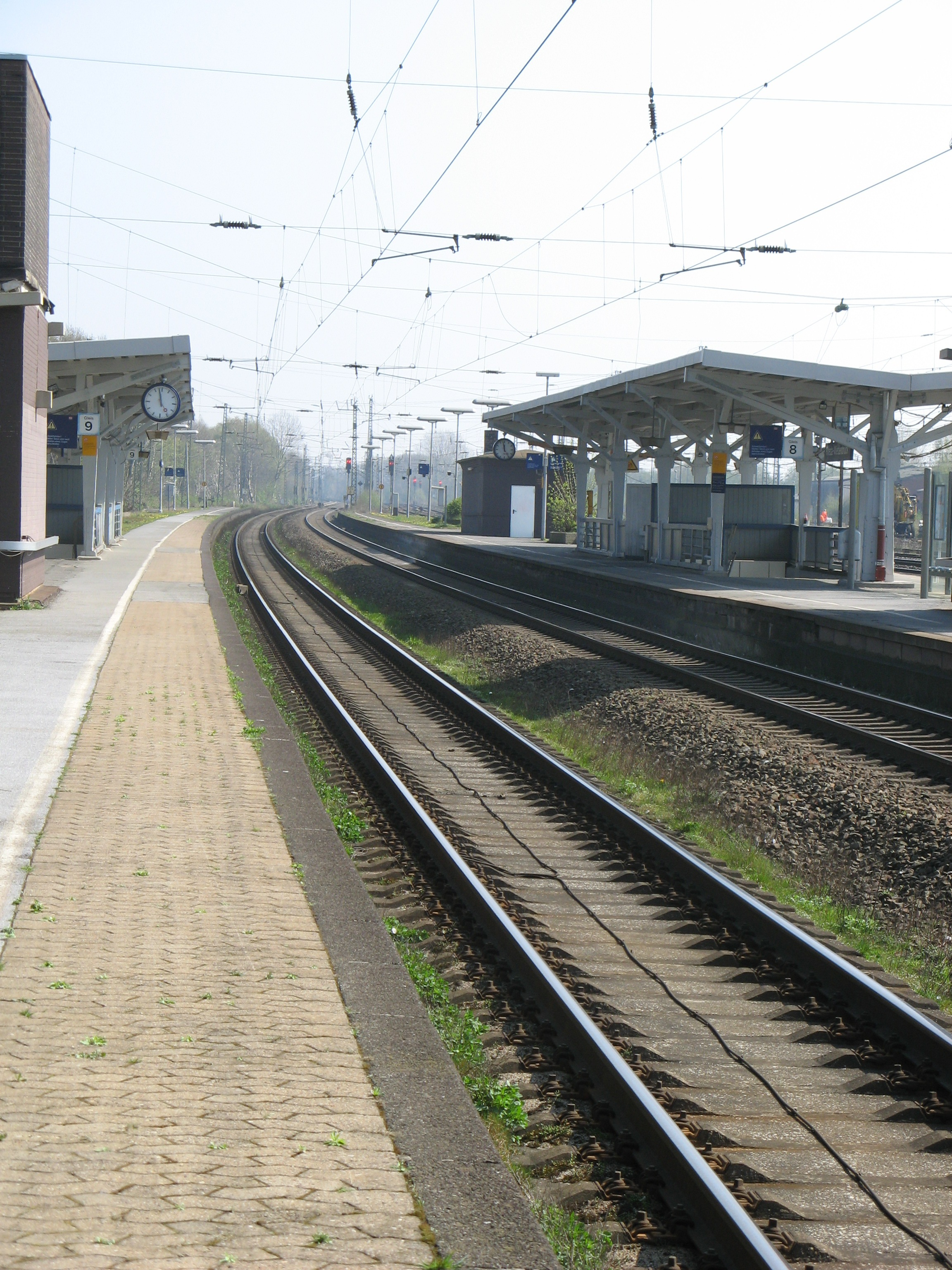
Bahnsteiggleis 9 des Bahnhofs Rheda-Wiedenbrück mit Fester Fahrbahn

Zwischen 1961 und 1990 richtete die DB mehr als 20 Versuchsabschnitte ein. Die Feste Fahrbahn kam u. a. in Form von drei Fertigteil-Konstruktionen ab 1967 auf der Bahnstrecke Nürnberg–Bamberg im Bahnhof Hirschaid zur Anwendung.
Die systematische Entwicklung und Erforschung erfolgte ab 1971 im Rahmen eines vom Bundesministerium für Forschung und Technologie geförderten Forschungsvorhabens Rad/Schiene. Eine vom Prüfamt für Bau von Landverkehrswegen der Technischen Universität München entwickelte Fahrbahn wurde im Frühjahr 1972 auf einer Länge von 637 m sowie zwei Weichen im Bahnhof Rheda-Wiedenbrück eingebaut. Der Bahnhof liegt in einem Abschnitt der Bahnstrecke Hamm–Minden, die für Hochgeschwindigkeitsversuche vorgesehen war. Nach Einbau der Fahrbahn erfolgten Komponentenversuche und Messungen, um eine Bemessung für das System zu entwickeln. Nach mehr als 40 Betriebsjahren und mehr als 520 Millionen Lasttonnen sei keine nennenswerte Instandhaltung erforderlich gewesen. Eine der beiden Weichen wurde zwischenzeitlich instand gesetzt, die andere in Schotterbauweise ersetzt.
Auch im benachbarten Bahnhof Oelde war 1972 ein schotterloser Oberbau auf 60 m Länge erprobt worden. Dieser erwies sich jedoch als weniger haltbar. Ab 1974 wurden in den Tunneln Eichholzheim und Schefflenz drei Feste-Fahrbahn-Systeme errichtet: 1.263 m der Bauart Rheda, 565 m der Bauart Oelde und 70 m der Bauart Stedef (wie Rheda, jedoch mit elastisch gelagerten, auswechselbaren Schwellen). 1977 wurden zwei Versuchsabschnitte von 10 bzw. 20 m Länge auf dem Münchner Nordring eingebaut.
Ende der 1970er Jahre entstand zwischen Dachau und München-Karlsfeld (heute: S-Bahn München, Ast Petershausen) eine Oberbau-Versuchsstrecke, auf der das System Rheda, neben der Bauweise Züblin und zwei weiteren (Fertigteil-)Bauweisen, im Rahmen des Forschungsvorhabens Rad/Schiene erprobt wurden. Der 1,7 km lange Versuchsabschnitt wies mit einer Höchstgeschwindigkeit von 160 km/h und 57.000 Lasttonnen pro Tag die bis dahin härtesten Bedingungen auf. Mit ihm sollte die Feste Fahrbahn zur Serienreife geführt werden. Kaum Erfahrungen lagen dabei mit der Festen Fahrbahn im Gleisbogen vor. Auch auf der geplanten Eisenbahnversuchsanlage Rheine–Freren sollte die Feste Fahrbahn (damals noch als schotterloser Oberbau bezeichnet) erprobt werden.
Das Feste-Fahrbahn-System Rheda kam in der Folge bei Gleisabsenkungen in mehreren Tunneln (um Platz für die Elektrifizierung zu schaffen) sowie mehreren Röhren der ab Ende der 1980er Jahre eröffneten Neubaustrecken zur Anwendung. Auch bei der Metro Singapur und in mehreren Tunneln der Österreichischen Bundesbahnen wurde ein Feste-Fahrbahn-System vom Typ Rheda verwendet. Ende der 1980er Jahre erprobte die DB (bei Oberesslingen, Filstalbahn) eine Verlegemaschine, die Betonschwellen in den noch flüssigen Beton einrüttelte und damit erstmals eine praktikable mechanisierte Verlegung ermöglichte.
1987 lief ein gezieltes Entwicklungsprojekt, bei dem bis Ende 1988 Lösungen für den serienmäßigen Einbau der Festen Fahrbahn in Tunneln entwickelt werden sollten (Stand: Oktober 1987). Die DB verfolgte um 1988 das Ziel, die verschiedenen Bauformen der Festen Fahrbahn bis Ende 1991 zur Anwendungsreife zu führen. Dazu sollten bekannte Schwachstellen beseitigt und überarbeitete Formen über wenigstens ein Jahr in Versuchsabschnitten getestet werden.
Im Zuge der Ausbaustrecke Augsburg–Ulm entstanden 1988 kurzfristig zwei Versuchsabschnitte von 50 bzw. 100 m Länge, in die weiterentwickelte Varianten der Festen Fahrbahn eingebaut wurden.
In insgesamt vier Tunneln der ersten beiden Neubaustrecken (Hannover–Würzburg und Mannheim–Stuttgart) kam Feste Fahrbahn zum Einsatz. Während zwischen Hannover und Würzburg eine modifizierte Form Rheda im Einmalberg- und Mühlbergtunnel zum Einsatz kam, wurde auf derselben Strecke im Sengebergtunnel eine anders überarbeitete Variante des Rheda-Systems verwendet. Im Marksteintunnel zwischen Mannheim und Stuttgart wurde die Bauart Züblin eingebaut. Der Einbau der Festen Fahrbahn in den Tunneln wurde vom Vorstand der DB beschlossen und sollte auch dazu dienen, für zukünftige Neubaustrecken Erfahrungen mit dem Einsatz der Festen Fahrbahn zu schaffen. Auch erhoffte man sich, bei zukünftigen Neubaustrecken kleinere Tunnelquerschnitte (aufgrund der mit 25 cm niedrigen Bauhöhe der Festen Fahrbahn) realisieren zu können.
1991 wurde ein vom Bundesministerium für Forschung und Technologie gefördertes Programm zur Optimierung des Fahrwegs für hohe Geschwindigkeiten vorläufig abgeschlossen.
Bis 1992 waren bei der DB in mit Hochgeschwindigkeit befahrenen Tunneln auf insgesamt 21,6 km Länge die Feste Fahrbahn installiert. Auf Brücken kam die Feste Fahrbahn bis zu diesem Zeitpunkt aufgrund unvermeidbarer Verschiebungen und Verdrehungen des Tragwerks nicht zum Einsatz. Eine Ausnahme bildete eine Brücke über die Amper der Bahnstrecke München–Buchloe. Mitte 1994 wurde die Feste Fahrbahn für weite Teile der Neubaustrecke Erfurt–Leipzig/Halle erwogen.
Erstmals in größerem Umfang in Deutschland verwendet wurde die Feste Fahrbahn auf der 1994 in Betrieb genommenen Nantenbacher Kurve, wo sie vom Südportal des Schönraintunnels bis zum Südportal des Rammersbergtunnels zum Einsatz kommt. Eine modifizierte Rheda-Variante wurde 1994 auf der Berlin-Hamburger Bahn zwischen Breddin und Glöwen eingebaut. Bis Ende 1994 waren fast 60 km Schienenweg in Deutschland in Fester Fahrbahn errichtet worden. 1998 folgte ein erster 58 km langer Abschnitt der Schnellfahrstrecke Hannover–Berlin, der später im Abschnitt Oebisfelde–Staaken auf eine Gesamtlänge von 91 Kilometern erweitert wurde.
In den Jahren 1995 bis 1998 wurde der Schotteroberbau der Berliner Stadtbahn durch eine Feste Fahrbahn ersetzt, wobei Zweiblock- statt Spannbeton-Schwellen zum Einsatz kamen. Eine Weiterentwicklung dieser so genannten Bauart Berlin wird auf der Bahnstrecke Halle–Guntershausen bei Naumburg verwendet. Auch auf der Bahnstrecke Mannheim–Karlsruhe werden in einem 3,5 km langen Abschnitt mehrere Beton- und Asphalt-Varianten untersucht.
Im Mai 1999 gingen mit dem südmainischen Abschnitt der Schnellfahrstrecke Köln–Rhein/Main 23 km Feste Fahrbahn in Betrieb. Die 2002 in voller Länge in Betrieb genommene Strecke ist auf einer Länge von 146 km mit einem Oberbau als Fester Fahrbahn für Geschwindigkeiten bis zu 300 km/h ausgestattet. Auch auf der 2006 in Betrieb genommenen Schnellfahrstrecke Nürnberg–Ingolstadt kommt auf einer Länge von 75 km Feste Fahrbahn zum Einsatz. Mittlerweile werden Feste Fahrbahnen bei der Sanierung von Tunneln zum Standard, z. B. auch beim Esslingerberg-Tunnel auf der Bahnstrecke München–Treuchtlingen.

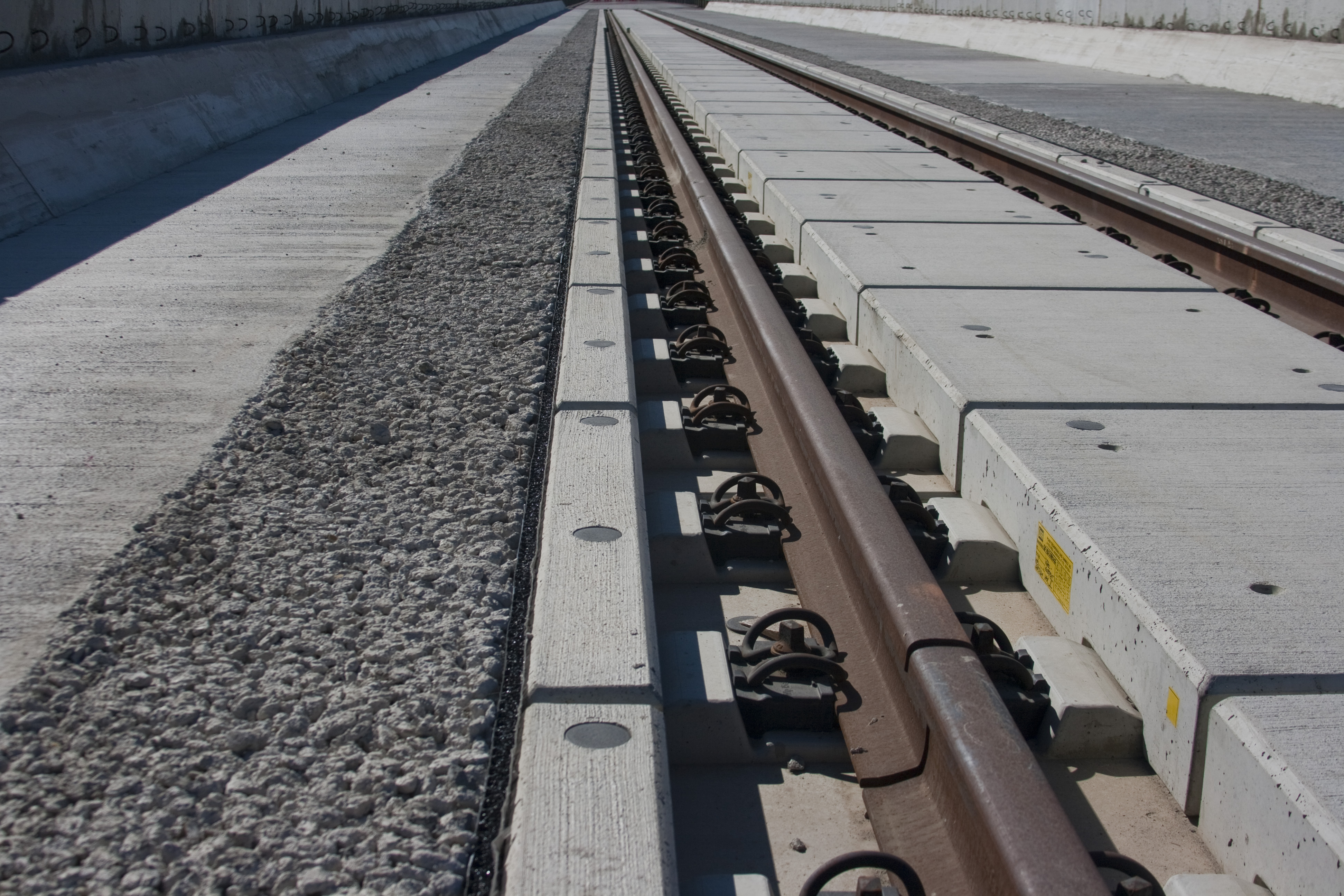
Versuchsabschnitt einer für Rettungsfahrzeuge befahrbaren Festen Fahrbahn, am Osterbergtunnel (2012)

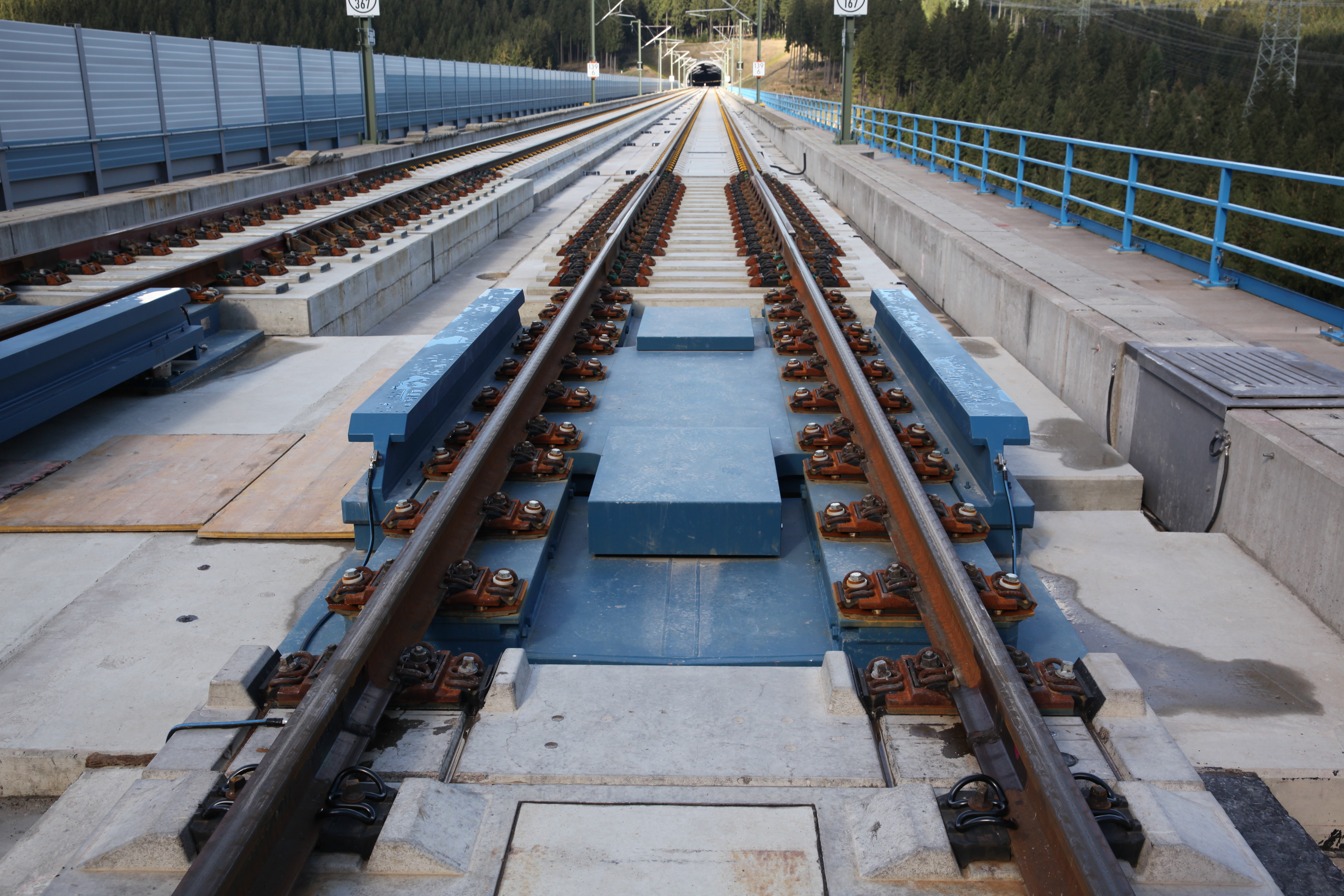
Feste Fahrbahn auf der Oelzetalbrücke mit Ausgleichsplatte und Schienenauszug

Seit 2008 muss die Feste Fahrbahn in bestimmten europäischen Eisenbahntunneln aufgrund von Neuregelungen der TSI für Straßenfahrzeuge befahrbar gestaltet werden.
Beim Elbehochwasser 2013 wurde ein fünf Kilometer langer Streckenabschnitt der Schnellfahrstrecke Hannover–Berlin unterspült und eine Instandsetzung erforderlich.
Auf der Neubaustrecke Erfurt–Leipzig/Halle kommt eine neue Variante der Festen Fahrbahn zum Einsatz, die auch auf langen Brücken eingebaut werden kann. Aufgrund einer fehlenden Zulassung und eines fehlenden Nachweises gleicher Sicherheit galt die Inbetriebnahme der Strecke Mitte 2015 als gefährdet. Nach Gutachten und Anpassungen an der Festen Fahrbahn erfolgte die Inbetriebnahme Ende 2015.
Aufgrund der für Eisenbahnsysteme noch neuen Technik der Festen Fahrbahn mussten bereits einige realisierte Streckenabschnitte vorzeitig erneuert werden, da sie aufgrund verschiedener Probleme nicht mehr betriebssicher waren. Die Probleme resultieren sowohl aus Ausführungsfehlern bei der Installation als auch auf unausgereiften Konstruktionen.
Zu letzteren gehören die Korrosionsprobleme auf der Strecke Halle–Bitterfeld, die zu einer außergewöhnlichen Vollsperrung der Strecke durch die Aufsichtsbehörden führte. Die 1995 auf 15 km Länge zwischen Roitzsch und Hohenthurm errichtete Konstruktion mit Y-Stahlschwellen in Verbindung mit Asphalttragschicht und Schallschutzelementen wurde nach vorherigen Geschwindigkeitsreduzierungen im Sommer 2012 aus Gründen der Betriebssicherheit ganz gesperrt. Ein weiterer vier Kilometer langer Abschnitt zwischen Peißen und Hohenthurm auf dieser Strecke mit einer nicht weiter verwendeten Bauart Walter wurde Ende 2016 im Rahmen einer Systembereinigung auf die Bauart Getrac A3 umgebaut.
Bei den Fernbahngleisen der Berliner Stadtbahn traten Schäden in engen Bögen auf.
2015 waren bei der Deutschen Bahn rund 1300 km Oberbau in Fester Fahrbahn in Betrieb.

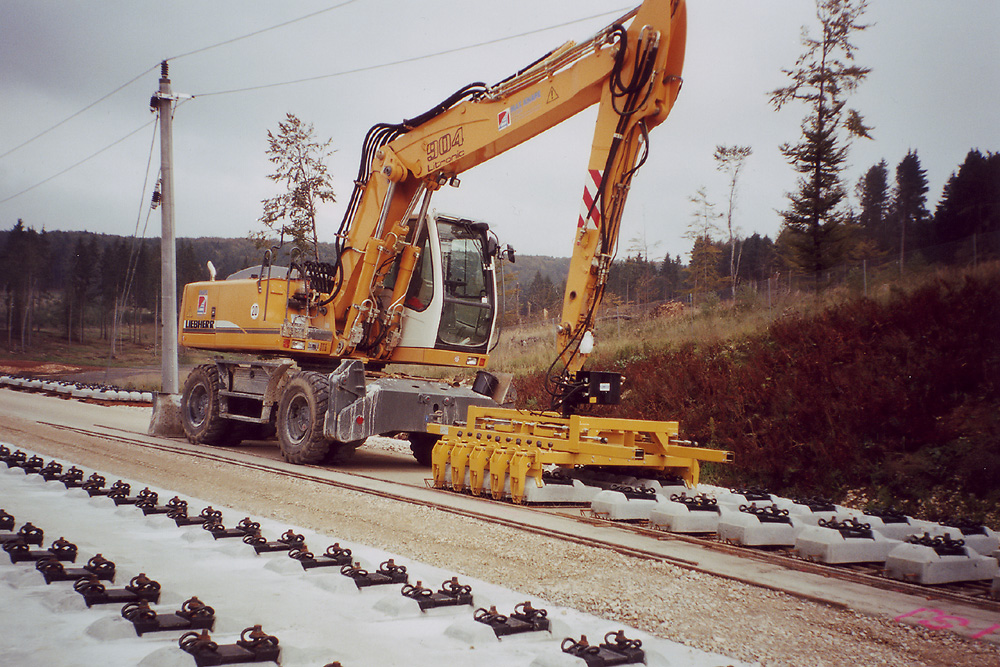
Verlegen der Schwellen der Festen Fahrbahn auf der Neubaustrecke Ingolstadt–Nürnberg
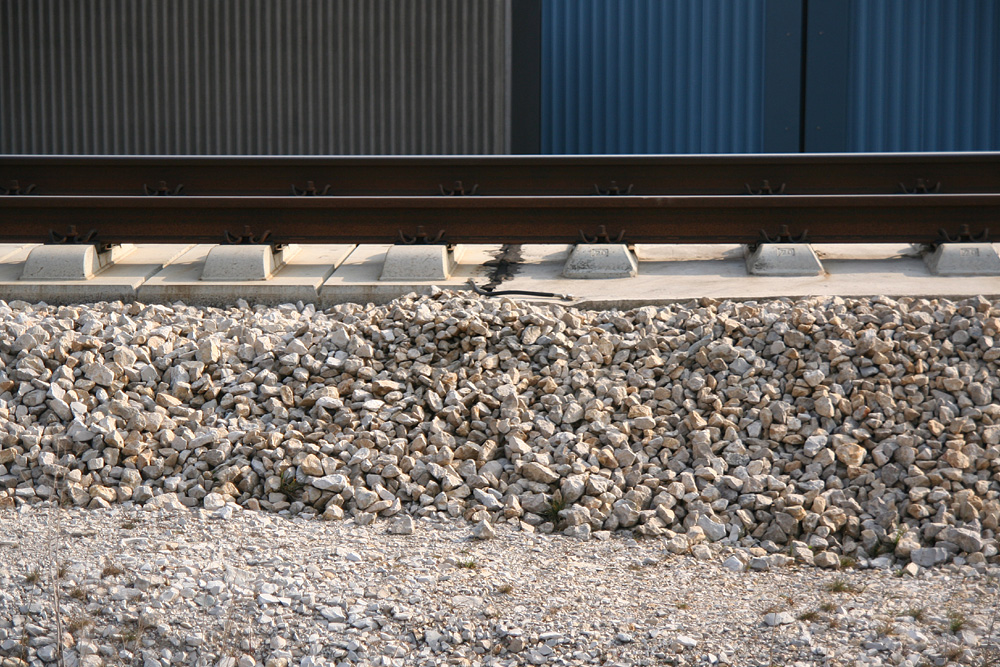
Systemwechsel zwischen der Festen Fahrbahn, System Bögl (links) und System Rheda (rechts) auf der Schnellfahrstrecke Nürnberg–Ingolstadt
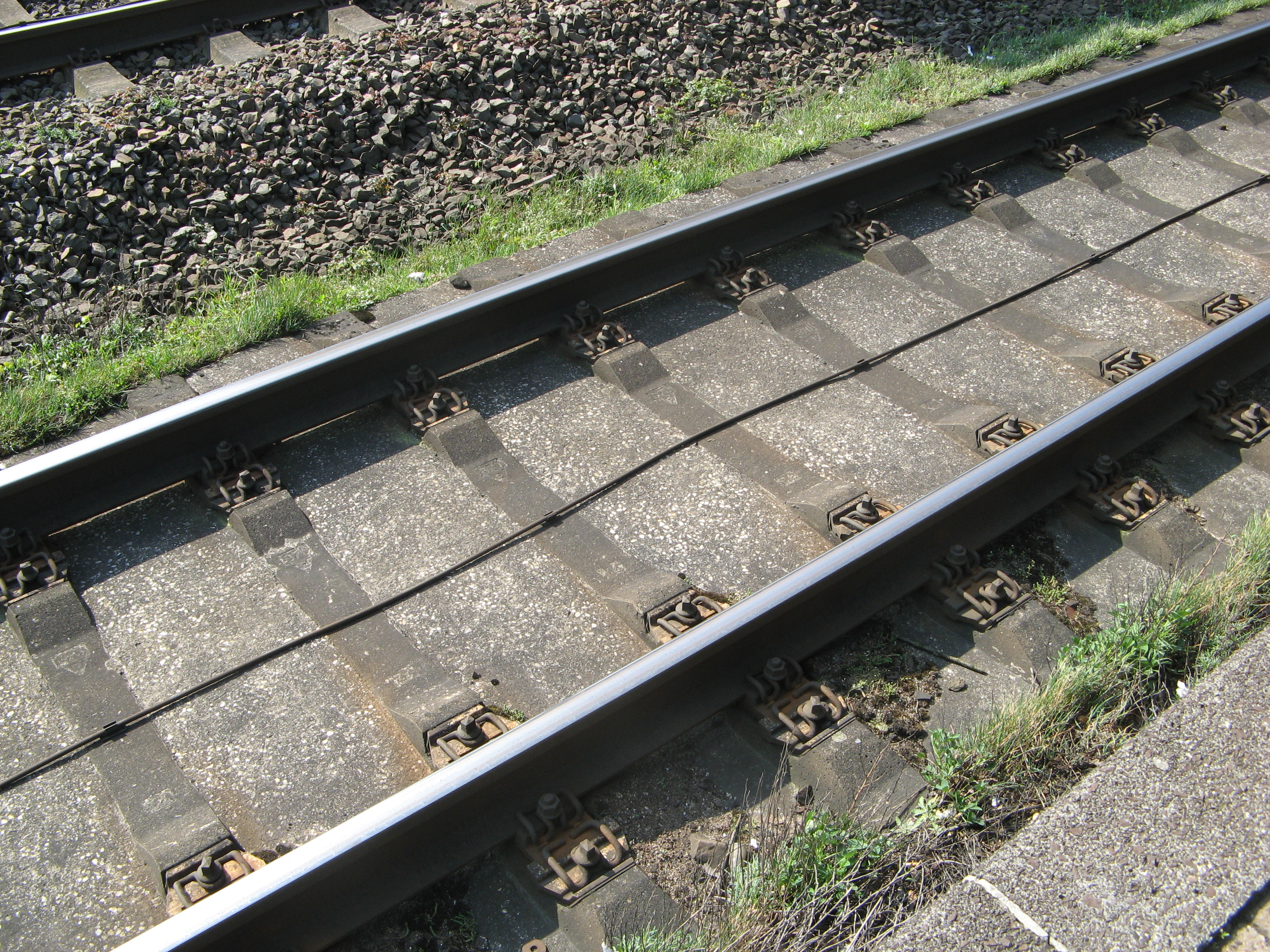
Feste Fahrbahn im Bahnhof Rheda-Wiedenbrück

Nach einem Brand auf der Schnellfahrstrecke Köln–Rhein/Main am 12. Oktober 2018 musste die Feste Fahrbahn im betroffenen Gleis auf einer Länge von rund 60 m ersetzt werden.
2020 wurden im Projekt Stuttgart 21 Aufträge zum Bau der Festen Fahrbahn im Gesamtwert von 278 Millionen Euro vergeben.
Die Zulassungsbescheide werden in Deutschland seitens des EBA bekannt gegeben.

### Entwicklung in der Schweiz
Bei den Schweizerischen Bundesbahnen begann die Erforschung schotterlosen Oberbaus in den frühen 1960er Jahren. Im November 1963 wurde dazu eine Expertenkommission gegründet, die 1964 ein Konzept vorlegte, das ab 1966 in einem Abschnitt des Bözbergtunnels erprobt wurde. Das Feste-Fahrbahn-System mit gummigelagerten Zweiblockschwellen wurde seither in eine Reihe von Tunneln eingebaut. Das System wurde im 1975 eröffneten Heitersbergtunnel als Großversuch erprobt. Die Zweiblockschwellen und die Schienen wurden 2014 unter laufendem Betrieb ersetzt, da laut SBB sich die Belastung auf der Festen Fahrbahn in den fast 40 Jahren seit der Inbetriebnahme verzehnfacht hatte.
In den 1980er Jahren wurde in weiteren Tunnelbauwerken das System Bözberg/STEDEF eingebaut. Dazu gehören die Bahnhöfe Museumsstrasse im Hauptbahnhof Zürich, die Station am Flughafen Zürich sowie die für die Eröffnung der S-Bahn Zürich neugebauten Tunnelbauwerke (Hirschengraben- und Zürichbergtunnel).
Ab 1990 konnte sich die Feste Fahrbahn beim Bau von Bahntunneln in der Schweiz durchsetzen. Ein 800 m langer Abschnitt wurde auf der Strecke zwischen Bern und Olten im Grauholztunnel eingebaut. Im Zusammenhang mit dem Projekt «Bahn 2000» wurde die Neubaustrecke Mattstetten-Rothrist erstellt, wobei knapp 30 km des Systems Bözberg/STEDEF in drei Tunneln (Emmequerung, Önzbergtunnel, Murgenthaltunnel) eingebaut wurde.
2003 ging der Zimmerberg-Basistunnel zwischen Zürich und Thalwil in Betrieb. Beim Bau wurde zum ersten Mal in der Schweiz das System LVT/Sonneville auf einer längeren Strecke (18 km) eingebaut. Ebenfalls wurde dieses System im 2014 eröffneten Weinbergtunnel (Bestandteil der Durchmesserlinie Zürich) verwendet.
Die beiden Basistunnel der NEAT waren weitere Projekte, bei denen auf das System LVT zurückgegriffen wurde. So wurden im 2007 eröffneten Lötschberg-Basistunnel 51,3 km Feste Fahrbahn eingebaut. Ebenfalls wurde der Oberbau des 2016 eröffneten Gotthard-Basistunnels durchgehend in Fester Fahrbahn (ca. 114 km) mit dem System LVT ausgeführt. Es handelt sich dabei um die längste Tunnelanwendung der Festen Fahrbahn weltweit.
Feste Fahrbahnen wurden in der Schweiz über Jahrzehnte vornehmlich in Tunneln eingebaut, wo sie erfolgreich in Betrieb sind. Für den Einsatz außerhalb von Tunneln weisen sie aber aufgrund von potenziell eindringendem Niederschlag und den Temperaturschwankungen Risiken auf. Eine erste Strecke von 300 m des Systems Bözberg/STEDEF wurde 1990 anschließend an den Zürichbergtunnel im Freien gebaut. Diese erweist sich trotz großer Belastung (900 Mio. Lasttonnen) als beständig. 2015 wurden auch beide Brückenbauwerke (Kohlendreieck- und Letzigrabenbrücke) der Durchmesserlinie Zürich aufgrund von konstruktiven Anpassungen der Brückenkonstruktionen im System LVT ausgeführt. Damit wurde dieses System in der Schweiz zum ersten Mal auf längeren Brücken verwendet und damit der Strategie der SBB Rechnung getragen, Feste Fahrbahn auf stabilem Untergrund zu verwenden.

### Entwicklung in anderen Ländern
- 1967 wurde von British Railways eine Feste Fahrbahn für den Einsatz im geplanten Kanaltunnel entwickelt und bei Radcliffe-on-Trent erprobt.[2]
- Nachdem die Japanese National Railways auf der 1964 eröffneten Linie der Tōkaidō-Shinkansen schlechte Erfahrungen mit Schotteroberbau gemacht hatten, kam ab 1972 ein Fertigteilplattensystem auf den ab diesem Jahr eröffneten Shinkansen-Strecken – zuerst auf Brücken und Tunneln, später auch auf Erdkörpern – zum Einsatz. Bis zum Jahr 2000 waren 1200 km Streckennetz mit den etwa fünf Meter langen, 2,3 m breiten und 160 bzw. (später) 190 mm hohen Platten ausgerüstet. Der Fertigteiloberbau wurde auch in Italien, beim Ausbau der Strecke Udine–Tarvisio, verwendet.[2]
- In der Volksrepublik China wurden verschiedene Feste-Fahrbahn-Systeme ab den 1960er Jahren untersucht. Auf rund 300 km Strecken kamen verschiedene Systeme zur Erprobung.[65] In einem 13,2 km langen Abschnitt der zukünftigen Hochgeschwindigkeitsstrecke Suining–Chongqing läuft die Erprobung einer Vielzahl von Systemen. In diesem Abschnitt kam die Feste Fahrbahn in der VR China auch erstmals auf einer längeren Brücke und auf Weichen zum Einsatz.[66] Auf der Schnellfahrstrecke Peking–Shanghai wurde das System FF Bögl angewendet.[26]
- Bei den Österreichischen Bundesbahnen kommt die Feste Fahrbahn seit einigen Jahren in Tunneln und Abschnitten zwischen Tunneln zum Einsatz, so z. B. auf der Tauernbahn bei Schwarzach/Salzburg sowie im Tauerntunnel selbst. Dies hat den Zweck, Einsatzfahrzeugen das Befahren der Tunnel zu ermöglichen. Auch die Tunnel der Neubauabschnitte der Westbahn zwischen Wien und Linz erhielten bzw. erhalten eine Feste Fahrbahn. Ebenso wird der gegenwärtig in Sanierung befindliche Arlbergtunnel auf 10 km Länge mit einer Festen Fahrbahn ausgestattet.
- Die Nederlandse Spoorwegen entwickelte eine Feste Fahrbahn, bei der die Schienen elastisch eingebettet werden. Das System fand erstmals 1973 auf einer Eisenbahnbrücke sowie im Netz der Straßenbahn Den Haag Verwendung.[2]
- In Frankreich wurde im Hochgeschwindigkeitsverkehr erstmals auf der LGV Est européenne im Bereich der Überleitstelle Chauconin eine Feste Fahrbahn zur Betriebserprobung eingerichtet.[67]
- In Tschechien gibt es nur einen 440 m langen Abschnitt mit Fester Fahrbahn. Er befindet sich zwischen den Bahnhöfen Rudoltice v Čechách und Třebovice v Čechách, ist nach dem deutschen System Rheda 2000 aufgebaut und seit dem 1. August 2005 in Betrieb.
- 1984 errichteten die Italienischen Staatsbahnen auf einer Länge von rund 60 km auf der Strecke Gemona–Caria eine Feste Fahrbahn.[11] Sie kam ebenfalls auf der Brennerbahn im 14 km langen Schlerntunnel zur Anwendung sowie auf vielen Abschnitten der Ausbaustrecke Udine-Tarvisio.
- Die Sowjetischen Eisenbahnen, die Tschechoslowakischen Staatsbahnen und die Britischen Eisenbahnen experimentierten mit verschiedenen Systemen.[11]
- In Polen wurde der erste 200 Meter lange Abschnitt mit Fester Fahrbahn 2024 durch die PKP Polskie Linie Kolejowe auf Höhe der Haltestelle Kraków Przylasek an der Bahnstrecke Kraków Mydlniki–Podłęże im System ÖBB/PORR gebaut, um ihn bis Ende September 2025 bei starkem Verkehr, einschließlich schwerer Güterzüge, zu testen.[68]

## U-Bahn

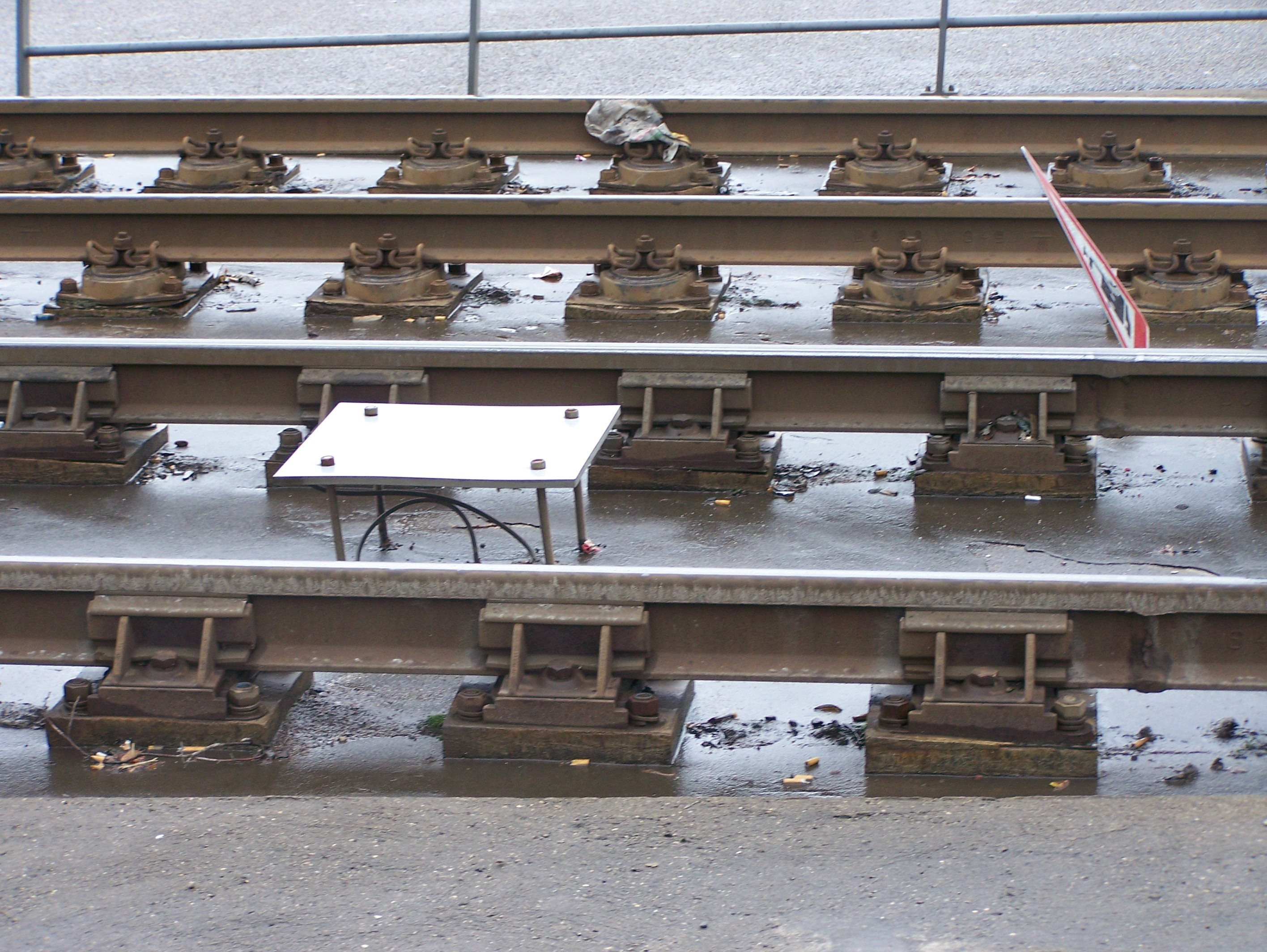
Feste Fahrbahn auf einem kurzen Streckenabschnitt des Saarbrücker Stadtbahnnetzes auf der Josefsbrücke

Auch bei U-Bahnen werden Feste Fahrbahnen gebaut.
Bei der U-Bahn Nürnberg sind alle Tunnelstrecken als Feste Fahrbahn ausgeführt, ausgenommen sind kurze Teilstücke im U-Bahnhof Langwasser-Mitte sowie Schoppershof. Oberirdische Abschnitte hingegen verwenden einen klassischen Schotteroberbau.
Die Berliner U-Bahn hat immer wieder versuchsweise Feste Fahrbahnen in Neubaustrecken eingesetzt, beispielsweise befindet sich im U-Bahnhof Tierpark eine Feste Fahrbahn aus dem Jahr 1973. Die BVG ist jedoch bei anstehenden Sanierungen von solchen Versuchen meistens wieder zu Schotterstrecken zurückgekehrt.
Bei der Sanierung der Hochbahnstrecke der U1 in Berlin-Kreuzberg hat die BVG seit 2004 eine Feste Fahrbahn in Form einer neuartigen Ständerkonstruktion für die Gleise auf dem Hochbahnviadukt eingebaut, z. B. auf dem U-Bahnhof Hallesches Tor. Der Hintergrund dafür ist, dass sich damit die Instandhaltungsaufwendungen auf dem Viadukt verringern lassen. In der Vergangenheit kam es im Bereich der Entwässerung unterhalb der Verschotterung zu Verstopfungen. Durch den Schotter waren diese Stellen schwer zugänglich und durch den Wasserrückstau kam es zu Korrosionsschäden am Viadukt. Diese neue Form soll in den nächsten Jahren bei anstehenden Sanierungen auf den Hochbahnabschnitten verstärkt angewendet werden.

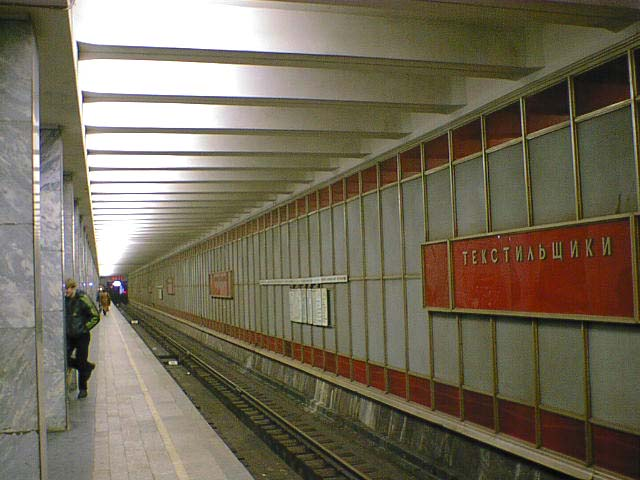
Feste Fahrbahn in der Moskauer Metro

Die Moskauer U-Bahn (und in deren Folge alle Metros auf dem Gebiet der ehemaligen Sowjetunion) setzt auf Tunnelstrecken bereits seit den 1930er Jahren eine Urform der festen Fahrbahn ein. Dabei werden teerölimprägnierte Holzschwellen nach Montage der Schienen und Ausrichtung der Gleistrasse mit Beton untergossen und damit zu einer starren Tragplatte verbunden. Im Mittelbereich des Gleisbettes wird dabei eine Rinne betoniert, die der Entwässerung dient; die Holzschwellen überspannen diese Rinne. Im Stationsbereich wird der Mittelteil der Schwellen im Bereich der Rinne herausgesägt und dient zusätzlich der Sicherheit: Die Rinne ist so bemessen, dass ein Erwachsener darin liegend Platz findet und sich vor einem herannahenden Zug in Sicherheit bringen kann.

## Stadtbahn

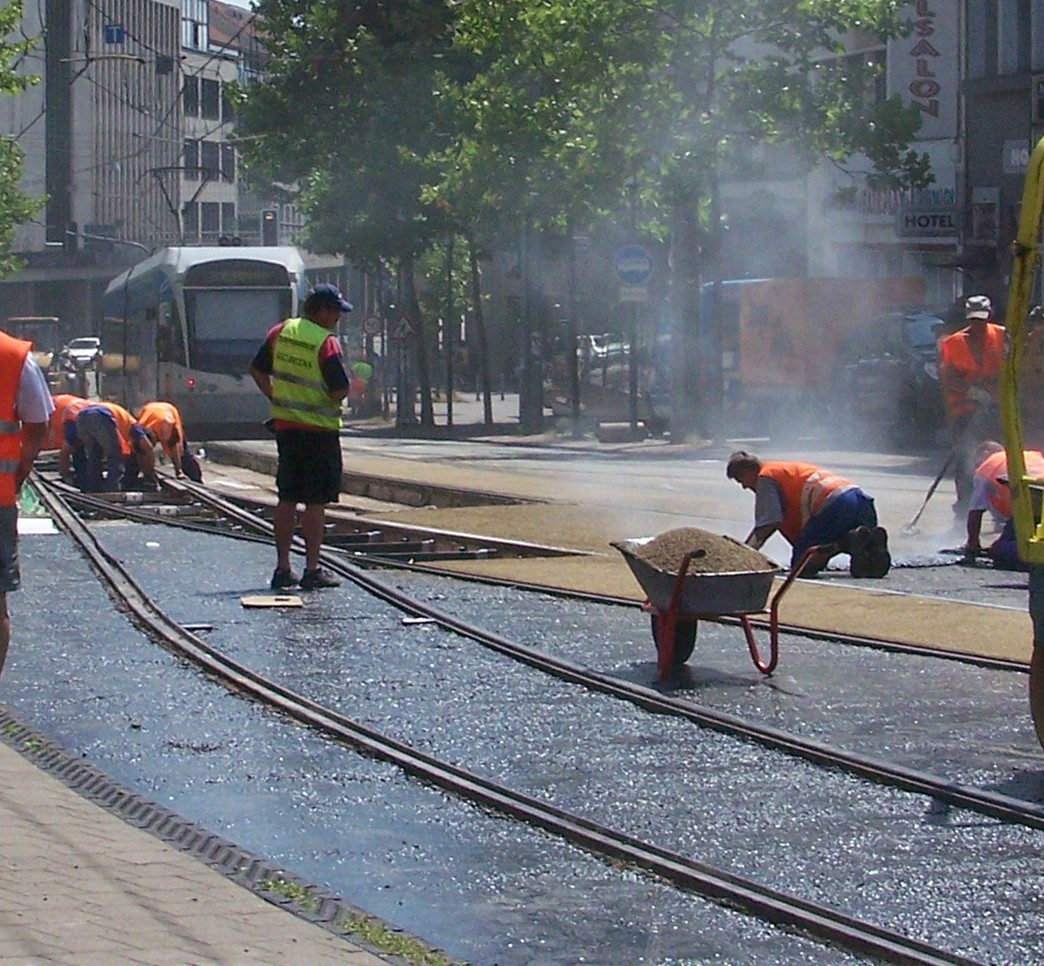
Bauarbeiten an der Stadtbahntrasse am Saarbrücker Hauptbahnhof: im Vordergrund Ausguss der Schienen mit Asphalt, im Hintergrund Schienen noch ohne Ausguss auf der festen Fahrbahn

Neben der Verwendung bei U-Bahn-Strecken kommt das System der festen Fahrbahn auch bei Stadtbahnen zum Einsatz.
Bei der Saarbahn in Saarbrücken wurden alle seit 1997 eröffneten Strecken, die in der Innenstadt verlaufen (zwischen den Haltestellen Römerkastell und Ludwigstraße sowie zwischen Cottbuser Platz und Siedlerheim) als Feste Fahrbahn angefertigt. Dabei werden vor Ort Betonplatten angelegt, auf die die Schienen und eine lärmdämmende Schicht verschraubt werden; diese werden daraufhin wieder mit Beton ausgegossen und mit Pflastersteinen oder einem Asphaltbelag überzogen, sodass sich mit der Schienenoberkante eine plane Oberfläche ergibt, die problemlos übertreten bzw. überfahren werden kann, und somit ein einheitliches Bild entsteht.
Auf den anderen Streckenabschnitten – dazu gehören die Bereiche der Systemschnittstellen, durch die das Stadtbahnnetz mit dem Netz der Deutschen Bahn verbunden ist und auf den Strecken der Deutschen Bahn, die von der Stadtbahn befahren werden – kommt konventioneller Schotteroberbau zum Einsatz. Auf einem kurzen Streckenabschnitt auf der Saarbrücker Josefsbrücke kommt die feste Fahrbahn auch ohne Betonausguss in Reinform zum Einsatz.

## Straßenbahn

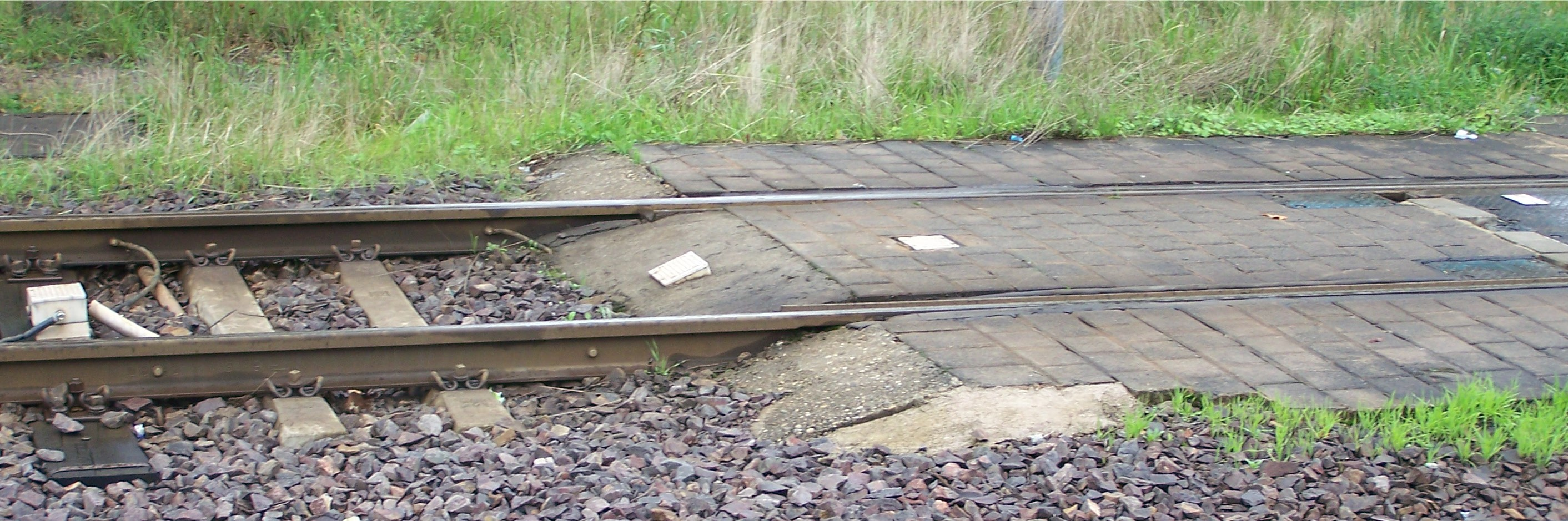
Übergang zwischen fester Fahrbahn und Schotteroberbau im Schienennetz der Saarbrücker Stadtbahn

Auch bei zahlreichen Straßenbahnen kommen Feste-Fahrbahn-Systeme zum Einsatz. So werden beispielsweise in Linz (etwa seit 1988) und Graz (etwa seit 2000) alle neu hergestellten Streckenabschnitte durchwegs auf einer am Ort gegossenen Stahlbetonplatte gegründet. Zur Vibrationsdämpfung wird die Fahrbahn dabei häufig auf (und zwischen) etwa 3 cm starken Gummigranulatmatten und gegen in den Untergrund ausstreuenden Strom isoliert sowie durch eine starke Kunststofffolie zur Vermeidung von Elektrokorrosion.
In Linz werden etwa seit 1990 die Schienen mit Abstandshaltern zu einem Gleis verschraubt, auf konische Betonblöcke abgelegt und am Stoß verschweißt. Unterhalb werden viele 10 cm × 20 cm große Auflageplatten mit der Schiene verbunden, die samt Kunststoffdübel in die Betonplatte eingegossen werden. Darauf wird später die Schiene mit einer Gummibeilage angeschraubt.